# Sainte-Geneviève-de-Batiscan
Pour les articles homonymes, voir Batiscan (homonymie) et Sainte-Geneviève.
Sainte-Geneviève-de-Batiscan est une municipalité du Québec située dans la municipalité régionale de comté des Chenaux, dans la région administrative de la Mauricie. Traversée par la rivière Batiscan, Sainte-Geneviève-de-Batiscan fait aussi partie de la Batiscanie. Quant au gentilé, les habitants de Sainte-Geneviève-de-Batiscan sont des Genevièvois, Genevièvoises (avec un accent grave ou un accent aigu).
Territoire organisé en paroisse dès 1721, Sainte-Geneviève-de-Batiscan était située sur la seigneurie de Batiscan. La première terre a été concédée en 1685. Elle est constituée en municipalité depuis 1845 et 1855 sous la désignation de «Municipalité de paroisse» parce que les limites de son territoire municipal étaient calquées sur celles de la paroisse préexistante. Elle a été le chef-lieu de la municipalité du comté de Champlain de 1855 à 1981, jusqu'à la création de la municipalité régionale de comté de Francheville en 1982 (remplacée par la MRC des Chenaux en 2002). Au cours de son histoire, l'économie de la localité a porté sur l'agriculture, la sidérurgie, l'exploitation forestière, la pêche et le transport fluvial. Sainte-Geneviève a aussi été un centre de commerce prédominant pour la Batiscanie.

## Toponymie
À l'origine et encore en 1765, le lieu était désigné sous le nom de «Rivière Batiscan». Dès 1723, la paroisse catholique a été désignée en hommage à sainte Geneviève (v420-v500). Les archives ne rapportent pas pourquoi le nom de cette sainte a été choisi. Tous les auteurs rapportent qu'elle est la patronne de la ville de Paris et suggèrent que son nom a été choisi parce que c'est à Paris où a été ordonné le premier prêtre desservant de la paroisse, l'abbé Gervais Lefebvre (vers 1672-1736). Il faudrait plutôt simplement y voir la dévotion à Sainte-Geneviève qui était très populaire à cette époque.
Elle était invoquée pour les fléaux et les intempéries.

## Histoire
(mars 2025).
Si vous êtes l’auteur de ce texte, vous êtes invité à donner votre avis ici. À moins qu’il soit démontré que l’auteur de la page autorise la reproduction et que ce contenu soit compatible avec les principes fondateurs de Wikipédia, cette page sera supprimée ou purgée au bout d’une semaine maximum. En attendant le retrait de cet avertissement, veuillez ne pas réutiliser ce texte.
Il existe un potentiel archéologique connu à Sainte-Geneviève-de-Batiscan ou une source manuscrite (Massicotte, 1935) fait état de la découverte d'artéfats de la période préhistorique (pointe de projectile et autres).

Ainsi, la bordure du fleuve Saint-Laurent et de ses principaux affluents ont été occupés depuis plusieurs millénaires. De par son importance en tant que voie possible de circulation et de pénétration vers l'intérieur des terres, la rivière Batiscan demeure un point d'intérêt non négligeable pour l'archéologie préhistorique. Source : Chemin de la rivière à Veillette, reconnaissance archéologique
En 1639, les Jésuites firent l'acquisition de la seigneurie de Batiscan dans le but d'évangéliser les Attikameks. Ceux-ci ne s'installèrent jamais dans la colonie, bien qu'ils ont utilisé la rivière jusqu'au XIXe siècle pour le commerce de la fourrure. En 1665, les Jésuites concédèrent les premiers lots de la seigneurie, les colons s'installèrent principalement à Sainte-Geneviève-de-Batiscan. En 1781, ils installèrent un moulin sur la rivière des Envies, affluent réputé plus facile que la Batiscan. En 1786, une chapelle fut construite à Saint-Stanislas. Vers la fin du XIXe siècle, les municipalités de Saint-Séverin, de Saint-Tite, de Sainte-Thècle, de Saint-Adelphe et de Lac-aux-Sables sont constituées.
- 1603 : Samuel de Champlain mentionne la rivière Batiscan pour la première fois.
- 13 mars 1639 : La seigneurie de Batiscan est officiellement concédée aux Pères Jésuites.
- 13 mars 1662 : Les Jésuites prennent officiellement possession de la seigneurie.
- 1663 : Grand tremblement de terre
- 1666 : les pionniers de Batiscan commencent à s’installer sur leurs concessions.
- Avant 1685 : Une première terre sur le territoire actuel de Sainte-Geneviève aurait été concédée pas avant 1685 à Laurent Lefebvre. C'est le début du peuplement permanent sur le territoire. Cette terre fut acquise plus tard par François Baril, fils de Jean. Comme le fait remarquer E.Z. Massicotte, l'ancêtre Jacques Massicot n'en serait pas le premier colon, comme le rapportent d'autres auteurs, puisqu'une dizaine d’autres colons y aurait été installé auparavant[7].
- 10 février 1721 : Procès-verbaux de Mathieu-Benoît Collet, procureur général du Roi, au Conseil supérieur de Québec, fixant les limites et l’étendue de 82 paroisses, dont Batiscan et Rivière-Batiscan. Collet et son greffier, Nicolas-Gaspard Boucault, parcoururent les deux rives du Saint-Laurent du 4 février au 3 juin 1721. Il est à Batiscan le 10 février 1721. Extrait de son procès-verbal de l'assemblée des résidents de Batiscan : «(...) sur la commodité et incommodité pour venir à l’église de cette paroisse, (...) Mais ceux qui sont dans la profondeur de la d. rivière sont très incommodez, plusieurs se trouvant éloignez de près de quatre lieues de l’Église paroissialle; Pourquoy ils demandent que le Curé de Batiscan vienne leur dire la messe et faire le catéchisme à leurs enfans au moins une fois le mois c’est-à-dire de quatre dimanches l’un, et ce jusqu’à ce que les profondeurs de la dite rivière puissent estre suffisamment establis pour y ériger une paroisse (...)»[8]. À partir de ces procès-verbaux, sera rédigé un règlement le 20 septembre 1721, confirmé par un arrêt du Conseil d’État, le 3 mars 1722, et enregistré au Conseil Supérieur, le 5 octobre 1722.
- 20 septembre 1721 : Règlement des districts de paroisses fixant les limites et l’étendue de 82 paroisses, dont Batiscan et Rivière-Batiscan, d’après les procès-verbaux (voir 11 février 1721) de Mathieu-Benoît Collet, procureur général du Roi, au Conseil supérieur de Québec. Extrait du règlement concernant les habitants de ce qui deviendra Sainte-Geneviève : «à l’exception des habitants établis dans les profondeurs de la rivière de Batiscan qui ne seront desservis que par voie de mission jusqu’à ce qu’il y en ait un nombre suffisant pour y ériger une paroisse; et à l’effet de laquelle mission, il leur est permis de faire construire une chapelle dans le lieu le plus commode, dans laquelle chapelle le curé de Batiscan sera tenu d’aller dire la messe et faire le catéchisme à leurs enfants de quatre dimanches l’un.» Daté du 20 septembre 1721, ce règlement fut confirmé par un arrêt du Conseil d’État, le 3 mars 1722, et enregistré au Conseil Supérieur, le 5 octobre 1722[9].
- 1723 : Construction de la première église, en bois, par corvée, après 1723, à proximité de la rivière à Veillet. L'autel a été terminé en 1727. Édouard-Zotique Massicotte note que «les PP. Jésuites ont prêté à la nouvelle mission des vases et des vêtements sacerdotaux, ainsi que divers ornements.»[7]
- Entre 1723 et 1727 : Élection du premier marguillier, Jean Cadot, fils de Mathurin[7].
- 1727 : Construction du premier presbytère[7].
- 1727 : Ouverture des registres paroissiaux.
- 1729 : Ouverture du premier cimetière, en 1729 ou avant. Du moins, au mois d’octobre 1729, Mathurin Cadot, âgé d’environ 80 ans, a été enterré dans le cimetière de la chapelle de la rivière Batiscan[7].
- 1730 : Il existe déjà un pont sur la rivière à Veillet. Au printemps 1730, il avait été emporté par les glaces lors de la débâcle[7].
- 1733 : La population de Sainte-Geneviève compte un esclave. Entre 1696-1779, il y a eu un total de 62 ou 68 esclaves dans la MRC des Chenaux, soit plus de la moitié de tous les esclaves (114) que comptait la région de Trois-Rivières. Les deux tiers étaient à Saint-Anne-de-la-Pérade[10].
- 30 novembre 1746 : Échange de terrain par le curé Charles Poqueleau pour «construire une nouvelle église, un nouveau presbytère et autres commodités.»[7]
- 1755 : Construction de la deuxième église, de 1755 à 1758 sur le site actuel, à l'ouest de l'église actuelle[7].
- 1764 : Les habitants de Rivière-Batiscan refusent de rendre leurs armes.
- 8 juin 1776 : Au terme de l'invasion américaine, une commission est nommée par le gouverneur anglais chargée de rétablir les milices dans les paroisses et de destituer tous ceux qui ont assisté ou aidé les Américains. La commission est à Sainte-Geneviève le 8 juin 1776. «Après avoir fait connaître l’objet de leur mission, les commissaires destituent les officiers suivants, comme amis des Américains: le capitaine Antoine Lacoursière, le lieutenant J.-B. Chateauneuf et l’enseigne François Trudel; les sergents Joseph Lafontaine et Antoine Prénoveau, puis tous les baillifs ou huissiers. À leur place furent nommés: capitaine, Joseph Belletête, lieutenant, Jean Trépanier; sergents: Louis Lheureux, Louis Guidau Lefèvre, Joseph St-Arnaud et J.-B. Cosset. On procéda ensuite à la revue de la milice comprenant 64 hommes; on leur fit "une harangue pour recommander aux officiers la fermeté et la diligence dans l’exécution des ordres du Roi relativement aux chemins, aux denrées, etc." Et l’on se dispersa aux cris de "Vive le roi".»[7]
- 1798 : Ouverture des Forges de Batiscan.
- 18 septembre 1800 : Bénédiction d'une cloche par l’abbé François Noiseux, grand vicaire de Trois-Rivières, assisté des abbés P. Guillet, curé de Batiscan, Joseph Morin, curé de Sainte-Anne-de-la-Pérade, et Maurice Jean, curé de Sainte-Geneviève. La cloche pesait 332 livres. Elle fut nommée Marguerite et elle eut pour parrain et marraine: l’honorable de Lanaudière et Marie-Marguerite de Tonnancour, épouse de l’honorable Thomas Coffin[7].
- 23 septembre 1827 : Bénédiction par le curé F.-X. Côté faisait bénir d'un chemin de croix érigé en plein air sur la terre du capitaine François Germain[7].
- 16 août 1833 : Érection canonique de la paroisse de Sainte-Geneviève-de-Batiscan. Rappelons ici que ses origines remontent à 1721, qu'une première église fut construite en 1723 et que les registres paroissiaux s'ouvrent en 1727.
- 11 mai 1841 : Érection civile de la paroisse; territoire détaché des paroisses de Saint-François-Xavier-de-Batiscan et de La Visitation-de-Champlain[11].
- 11 mai 1841 : Amputation de son territoire au profit de la paroisse de Saint-Stanislas-de-la-Rivière-des-Envies[11].
- 11 mai 1841 : Annexion d'un territoire détaché des paroisses de La Visitation-de-Champlain et de Saint-François-Xavier-de-Batiscan[11].
- 1er juillet 1845 : Érection de la municipalité de la paroisse de Sainte-Geneviève-de-Batiscan.
- 13 février 1855 : Amputation de son territoire au profit de la municipalité de paroisse de Saint-Prosper[11].
- 15 février 1855 : Proclamation : Ligne de division entre Sainte-Geneviève-de-Batiscan et Saint-François-Xavier-de-Batiscan[11].
- 15 février 1855 : Annexion d'une partie de territoire de la municipalité de paroisse de Saint-François-Xavier-de-Batiscan[11]. (D.C., 7 décembre 1853)
- 15 février 1855 : Amputation de son territoire au profit de la municipalité de paroisse de Saint-Stanislas-de-la-Rivière-des-Envies[11].
- 16 octobre 1866 : Amputation de son territoire au profit de la municipalité de paroisse de Saint-Narcisse[11].
- 1870 : Construction de la troisième église.
- 1868 : Construction du système d’aqueduc à Sainte-Geneviève
- 21 octobre 1885 : Amputation de son territoire au profit de la municipalité de paroisse de Saint-Narcisse[11].
- 1891 : Le conseil de Sainte-Geneviève reçoit une lettre du gouvernement préconisant l’établissement d’un bureau d’hygiène. Devant l’absence de réponse, le Conseil d’hygiène du gouvernement le menace en 1893 d’une amende de 25$. Le bureau sera formé en 1893, chargé de faire surveiller jour et nuit les personnes atteintes de maladie contagieuse.
- 1904 : Le gaz est installé comme source d'énergie.
- 1904 : Établissement du service téléphonique à Sainte-Geneviève, un service qui ne permettait pas de communication directe avec l’extérieur.
- Vers 1909 : L’électricité remplace le gaz comme source d’énergie. Le gaz tait utilisé depuis 1904.
- 1914 : Premier réseau de trottoirs à Sainte-Geneviève (le tout premier trottoir en 1883)
- 1917 et suivantes : Élargissement et gravelage des chemins à Sainte-Geneviève.
- 1917 : Début du service contre les incendies à Sainte-Geneviève, achat d’une pompe.
- 14 janvier 1933 : Incendie de l'église.
- Décembre 1933 : Ouverture de l'église reconstruite.
- 1934 : Création à Sainte-Geneviève d’une association de récréation et d’instruction. Remplacée par l’Office des terrains de jeu puis par le comité des loisirs en 1966.
- 1944 : Le conseil de Sainte-Geneviève demande à la Cie de pouvoir et de téléphone de Rimouski une ligne directe vers Sainte-Anne et Québec, sans passer par le comté de Portneuf.
- 1948 : Premier chemin asphalté à Sainte-Geneviève.
- 3 février 1986 : Le gentilé est officialisé.
- 1er janvier 2018 : Création de la paroisse de Sainte-Élisabeth, de la fusion des paroisses de Sainte-Geneviève-de-Batiscan, Saint-Prosper, Saint-Stanislas et Sainte-Anne-de-la-Pérade. Les quatre anciennes paroisses deviennent des communautés locales.

### Héraldique, drapeau, logotype et devise
La Municipalité s'est dotée d'armoiries dans les années 1980, avec la devise Venus pour demeurer. En 2014, elle s'est aussi dotée d'un logo, avec le slogan Un village, une rivière, un parc.
| Venus pour demeurer |
| ------------------- |

| L'écu de Sainte-Geneviève-de-Batiscan se blasonne ainsi : D'argent au chevron d'azur, accompagné en chef à senestre d'un marteau croisé de la hache avec au centre une billette de bois ou de métal et surmonté de doré, le tout de gueules, et à dextre d'une feuille d'érable d'or entourée de sept fleurs de lys d'azur, et en pointe le devant d'une barque hachurée de sable. |

Les armoiries comportent les éléments suivants :
- En haut, à gauche un marteau de forge croisé de la hache avec au centre une billette de bois ou de métal et surmonté de doré, pour symboliser l'exploitation forestière, l'industrie sidérurgique et la pèche; à droite une feuille d'érable entourée de sept fleurs de lys pour symboliser la situation géographique de Sainte-Geneviève comme chef-lieu au centre de sept municipalités.
- Au milieu, un chevron symbolisant à la fois l'accueil et la chaleur humaine des Genevièvois, ainsi que l'unité de la population des deux berges de la Batiscan formant la municipalité de Sainte-Geneviève.
- Au bas, formé par la pointe des armoiries, un devant de barge s'avançant sur la Batiscan, pour symboliser le trafic riverain et maritime.
- À l'extérieur, l'épi de blé symbolise l'agriculture depuis l'établissement des pionniers au 17e siècle. La bannière est stylisée pour former la lettre M, pour Mauricie. La devise Venus pour demeurer porte à la fois sur le passé («Venus») et sur l'avenir («pour demeurer»).

La Municipalité n'a pas de drapeau.
En 2014, lors de la mise en ligne de son nouveau site web, la Municipalité s'est dotée d'un logo créé par Jean-François Gagnon, résident à Sainte-Geneviève. Il met l'emphase sur trois principaux atouts de la municipalité : L'arbre symbolise le Parc de la rivière Batiscan et la nature qui couvre le territoire, la vague bleue représente la rivière Batiscan qui traverse la municipalité, les bâtiments (église, grande-étable, maisons) et les deux personnes évoquent les résidents et son patrimoine. Le slogan est Un village, une rivière, un parc.

## Géographie
La rivière Batiscan délimite le nord-ouest de la municipalité puis la traverse vers les sud-est. Son village est réparti sur les deux rives, principalement sur la rive gauche. La rivière à Veillet traverse la municipalité du nord-est vers le sud jusqu'à sa confluence sur la rive gauche de la rivière Batiscan dans le village. La rivière à la Lime traverse l'ouest de la municipalité jusqu'à sa confluence sur la rive droite de la rivière Batiscan au nord-ouest du village. Le centre du village est situé à environ 6 km de l'embouchure de la rivière Batiscan et à près de 8 km de la gare ferroviaire de Batiscan, sur le parcours du chemin de fer Canadien Pacifique.
La zone agricole de Sainte-Geneviève-de-Batiscan s'arrête au pied de la morraine de Saint-Narcisse. Il s'agit d'une ligne montagneuse dans le sens est-ouest, qui sépare Sainte-Geneviève-de-Batiscan avec Saint-Stanislas et Saint-Narcisse. Tout le territoire de Sainte-Geneviève-de-Batiscan est compris dans la Batiscanie, sauf deux zones : l'une à l'est, à la limite de Sainte-Anne-de-la-Pérade ; et l'autre au sud-ouest, près de la limite de Saint-Luc-de-Vincennes.

### Climat
| Mois                              | jan.  | fév.  | mars  | avril | mai  | juin  | jui.  | août  | sep.  | oct.  | nov.  | déc.  |
| --------------------------------- | ----- | ----- | ----- | ----- | ---- | ----- | ----- | ----- | ----- | ----- | ----- | ----- |
| Température minimale moyenne (°C) | −18,7 | −17   | −9,9  | −1,3  | 5,3  | 10,7  | 13,3  | 12,2  | 7,2   | 1,8   | −4,3  | −13,6 |
| Température moyenne (°C)          | −13,2 | −11,2 | −4,6  | 3,8   | 11,6 | 16,9  | 19,4  | 18,1  | 12,8  | 6,6   | −0,5  | −8,9  |
| Température maximale moyenne (°C) | −7,6  | −5,3  | −0,8  | 9     | 17,9 | 22,9  | 25,4  | 24    | 18,3  | 11,3  | 3,3   | −4,2  |
| Record de froid (°C)              | −40   | −43,3 | −33,5 | −18,9 | −6,7 | −0,5  | 2,5   | 0,6   | −7    | −11,1 | −26,7 | −38   |
| Record de chaleur (°C)            | 12,5  | 10,5  | 16,7  | 31    | 32,2 | 34    | 36,7  | 35    | 31,7  | 27,8  | 22,2  | 16,5  |
| Précipitations (mm)               | 82    | 65,1  | 78,8  | 83,8  | 98,5 | 107,2 | 111,7 | 111,4 | 110,1 | 95,8  | 98,9  | 88,5  |

| Mois                              | jan.  | fév.  | mars  | avril | mai  | juin  | jui.  | août  | sep.  | oct.  | nov.  | déc.  |
| --------------------------------- | ----- | ----- | ----- | ----- | ---- | ----- | ----- | ----- | ----- | ----- | ----- | ----- |
| Température minimale moyenne (°C) | −18,1 | −16,1 | −9,5  | −0,7  | 5,6  | 10,9  | 13,6  | 12,6  | 8     | 2,2   | −3,4  | −12,3 |
| Température moyenne (°C)          | −12,8 | −10,3 | −4,2  | 4,5   | 11,8 | 17    | 19,5  | 18,5  | 13,7  | 7     | 0,3   | −7,9  |
| Température maximale moyenne (°C) | −7,4  | −4,7  | 1     | 9,6   | 17,9 | 23    | 25,4  | 24,4  | 19,3  | 11,7  | 4,1   | −3,5  |
| Record de froid (°C)              | −40,5 | −43,3 | −33,5 | −18,9 | −6,7 | −0,5  | 2,5   | −0,6  | −7    | −11,1 | −26,7 | −38   |
| Record de chaleur (°C)            | 12,5  | 11,5  | 16,7  | 31    | 34,5 | 34,5  | 36,7  | 35    | 33    | 27,8  | 22,2  | 16,5  |
| Précipitations (mm)               | 81,6  | 66,7  | 74,3  | 88,4  | 96,2 | 110,8 | 122,6 | 100,5 | 112,6 | 104,2 | 100,9 | 90,5  |

## Démographie
| 1851  | 1861  | 1871  | 1881  | 1891  | 1901  | 1911  | 1921  | 1931  |
| ----- | ----- | ----- | ----- | ----- | ----- | ----- | ----- | ----- |
| 2 072 | 2 171 | 2 277 | 2 294 | 1 985 | 1 814 | 1 847 | 1 725 | 1 683 |

| 1941  | 1951  | 1956  | 1961  | 1966  | 1971  | 1996  | 2001  | 2006  |
| ----- | ----- | ----- | ----- | ----- | ----- | ----- | ----- | ----- |
| 1 467 | 1 319 | 1 372 | 1 298 | 1 314 | 1 152 | 1 044 | 1 082 | 1 036 |

| 2011  | 2016  | 2021  | - | - | - | - | - | - |
| ----- | ----- | ----- | - | - | - | - | - | - |
| 1 060 | 1 006 | 1 028 | - | - | - | - | - | - |

## Administration

### Corporation municipale de Sainte-Geneviève-de-Batiscan
Incorporée le 1er juillet 1855, la corporation municipale de Sainte-Geneviève-de-Batiscan porte le nom de «Municipalité de paroisse de Sainte-Geneviève-de-Batiscan». Elle est une corporation civile locale, publique, à but non lucratif, dont l'objet est d'administrer les finances, les biens et généralement l'organisation territoriale à Sainte-Geneviève-de-Batiscan. Elle compte six conseillers et un maire, tous rémunérés, qui forment le conseil d'administration (le conseil municipal).
Ses origines remontent à 1845 et à 1855. Le 1er juillet 1845, le gouvernement créait d'abord une corporation locale sous le nom de «Municipalité de paroisse de Sainte-Geneviève-de-Batiscan», qu'il a abolie deux ans plus tard, en 1847. Cette année-là, le 1er septembre 1847, l'administration du territoire de Sainte-Geneviève-de-Batiscan était confiée à une corporation régionale, la «Municipalité de comté de Champlain», créée en 1847 de la fusion de plusieurs municipalités locales et dont le siège était fixé à Sainte-Geneviève-de-Batiscan. Le 1er juillet 1855, le gouvernement abolissait la corporation régionale de 1847, et créait à nouveau une corporation locale sous le nom de «Municipalité de paroisse de Sainte Geneviève». Le 15 mars 1969, la désignation de la corporation «Municipalité de paroisse de Sainte Geneviève» fut modifié en devenant «Municipalité de paroisse de Sainte-Geneviève-de-Batiscan».
Les biens que possède la corporation municipale en 2016 sont un bureau municipal, un garage municipal, un réseau routier avec ses ponts et son système d'éclairage, une salle communautaire désignée sous le nom de «Centre communautaire J.-A.-Lesieur» (située sur le terrain de La Fabrique), l'édifice du Service des loisirs, des installations de loisirs (un terrain de baseball, un terrain de tennis), une caserne de pompier, une station de pompage d'eau potable, un réseau d'aqueduc, un réseau d'égouts, un champ d'épuration des eaux usées, un pavillon Halte Desjardins, la bibliothèque Clément-Marchand qu'elle partage avec la Commission scolaire du Chemin du Roy, ainsi que le calvaire de la Rivière-à-Veillet (situé sur le terrain de La Fabrique).
Le territoire de municipalité de Sainte-Geneviève-de-Batiscan a été détaché des paroisses de Saint-François-Xavier-de-Batiscan et de La Visitation-de-Champlain.
Les élections municipales se font en bloc pour le maire et les six conseillers.
| Sainte-Geneviève-de-Batiscan Maires depuis 2001                                                                      |                   |         |          |
| Élection | Maire             | Qualité | Résultat |
| 2001 | André Magny       |         | Voir     |
| 2005 | André Magny       | Voir    |          |
| 2009 | Christian Gendron |         | Voir     |
| 2013 | Christian Gendron | Voir    |          |
| 2017 | Christian Gendron | Voir    |          |
| 2021 | Christian Gendron | Voir    |          |
| Élection partielle en italique Depuis 2005, les élections sont simultanées dans toutes les municipalités québécoises |                   |         |          |

### Administration régionale
Depuis 1855, la municipalité faisait partie de la municipalité du comté de Champlain dont elle a été le chef-lieu jusqu'au 31 décembre 1981. En 1982, la municipalité relève dorénavant de la municipalité régionale de comté de Francheville, en partie remplacée par la municipalité régionale de comté des Chenaux en 2002.

## Foresterie
La forêt est exploitée dès le 17e siècle par les propriétaires eux-mêmes des terres de Sainte-Geneviève, soit pour la construction, soit pour le chauffage. Au cours de la décennie 1830, les bûcherons prennent d'assaut la forêt composée de grands arbres de pin blanc et de pin rouge. Après une exploitation intensive de la forêt au cours du 19e siècle, ces essences dites nobles ont été remplacées par des essences plus pauvres comme le pin gris. Alors qu'on craignait des conséquences néfastes à l'exploitation forestière, ces essences dites vulgaires seront valorisées avec l'émergence de l'industrie de la pâte et du papier. On est passé du bois de sciage (bois d'œuvre) au 19e siècle au bois de pulpe au 20e siècle. L'exploitation forestière a occupé une place importante dans l'économie régionale, de sorte qu'à Sainte-Geneviève comme ailleurs, on parlera d'économie agroforestière, où le cultivateur l'été se fera bûcheron l'hiver ou draveur le printemps.
Plusieurs scieries ont été opérées à Sainte-Geneviève à partir du 19e siècle. Les recensements nominatifs à partir de 1831 ainsi que des listes publiées par les gouvernements provincial et fédéral fournissent les noms des propriétaires :
- 1831 : Louis Dufresne; Joseph Fugère; Louis Marchand; François Massicotte
- 1842 : Louis Marchand; J. Perrin; Joseph Prénoveau
- 1851 : Augustin Frigon (propriétaire de deux scieries); Joseph Frigon; François R. Laflèche; Jos Lefèbvre; François Normandin; Pronovost et fils. Selon le recensement de 1851, ces sept moulins à scie fonctionnaient à l'eau[25]. Celui de François Normandin valait 25 L. et comptait une scie. Ce moulin était employé ordinairement à scier le bois pour les habitants. Au cours de la dernière année, il avait opéré durant quatre mois (le nombre d'employés n'est pas précisé) et produit 3000 planches pour un revenu de 25 L. Celui de François R. Laflèche valait 150 L. et comptait cinq scies. Au cours de la dernière année, il avait opéré durant quatre mois (le nombre d'employés n'est pas précisé) et produit 200 000 p.m.p. pour un revenu de 12,10 L. Le bois scié à ce moulin avait été envoyé en partie à Québec et l'autre partie avait été employée par les habitants. Celui de Jos Lefebvre valait 20 L. et comptait cinq scies. Ce moulin était employé à scier le bois pour les habitants depuis deux ans et n'avait scié que très peu avant cette date, précise le recensement. Au cours de la dernière année, il avait opéré durant un mois (le nombre d'employés n'est pas précisé) et produit 3000 madriers pour un revenu non précisé. Celui de Joseph Frigon valait 50 L. et comptait neuf scies. Au cours de la dernière année, il avait opéré durant trois mois (le nombre d'employés n'est pas précisé) pour un revenu de 25 L. La quantité de bois produit n'est pas précisé. Le bois de commerce qui avait été scié à ce moulin avait été envoyé aux États-Unis. Les deux moulins de Augustin Frigon valaient 30 L. et comptaient deux scies. La durée des opérations au cours de la dernière année n'est pas précisée, ni la production, ni le revenu. Augustin Frigon déclarait deux employés. Celui de Jos. Pronovost, fils, valait 10 L. et comptait deux scies. Ce moulin ne fonctionnait que durant les grosses eaux et ne sciait du bois que pour les habitants. La durée des opérations au cours de la dernière année n'est pas précisée, ni la production, mais le revenu a été de 10 L. Il déclarait deux employés.
- 1861 : Antoine Marchildon; George Massicotte; Williams Philipps; Jos Toutant. Selon le recensement de 1861, trois des quatre moulins à scie fonctionnaient à l'eau (la force motrice n'est pas précisée pour celui de Marchildon)[26]. George Massicotte avait engagé 100$ dans son moulin. Au cours de la dernière année, le moulin avait été opéré par quatre employés pour scier 300 billots. Ce moulin ne fonctionnait que le printemps et l'automne. Antoine Marchildon avait engagé 200$ dans son moulin. Au cours de la dernière année, le moulin avait été opéré par deux employés pour scier 200 billots valant 200$ et produire 2000 planches pour une valeur de 320$. Ce moulin ne fonctionnait que le printemps et l'automne. Jos Toutant avait engagé 200$ dans son moulin. Au cours de la dernière année, le moulin avait scié 60 billots valant 40$ et produit 1500 madriers pour une valeur de 130$. Ce moulin ne fonctionnait que de temps à autre et ne sciait pas de bois pour l'exportation. Le nombre d'employés n'est pas précisé. Williams F. Philipps avait engagé 8000$ dans son moulin qui comptait 40 scies. Au cours de la dernière année, le moulin avait été opéré par 50 employés (incluant peut-être les bûcherons) pour scier 30 000 billots (la valeur n'est pas précisée) et produire 400 000 madriers et planches pour une valeur de 12$ le cent. Les salaires s'élevaient en moyenne à 780$ par mois.
- 1871 : Archange Baril; Théodore Marchand. Selon le recensement de 1871, ces deux moulins à scie fonctionnaient à l'eau[27]. Celui d'Archange Baril pouvait fournir une force motrice de 30 chevaux-vapeur. Il avait opéré durant un mois au cours de la dernière année, avec quatre employés payés 60$. Ils avaient scié 225 billots valant 100$ et produit 30 000 p.m.p. pour la valeur de 400$. Celui de Théodore Marchand pouvait fournir une force motrice de trois chevaux-vapeur. Il avait opéré durant un mois au cours de la dernière année, avec quatre employés payés 48$. Ils avaient scié 250 billots valant 300$ et produit 45 000 p.m.p. pour la valeur de 600$.
  - Le gros moulin de Philipps décrit dans le recensement de 1861 n'est plus mentionné dans le recensement de 1871.
- 1912 : Ernest Jacob et fils
- 1915 : Langlois et Lacasse
- 1916 : L.G. Langlois
- 1933 et 1940 : Jacob et fils
- 1946 : Émile Jacob
- 1949 : Émile Jacob; Armand Fugère

## Sidérurgie
Durant seize ans, les Forges de Batiscan ou Batiscan Iron Works ont produit de la fonte et du fer à Sainte-Geneviève-de-Batiscan. Cette industrie tire son nom de la rivière Batiscan, comme les Forges du Saint-Maurice tiraient son nom de la rivière Saint-Maurice.
Ouverte en 1798, l'entreprise était la propriété de cinq actionnaires : Thomas Dunn, ancien colocataire des Forges du Saint-Maurice, et John Craigie, tous deux membres du Conseil législatif, Thomas Coffin, seigneur de Champlain, député, Benjamin Frobisher et son fils Joseph, tous deux actifs dans le commerce des fourrures. En 1800, elle comptait 16 bâtiments et 60 hommes. À Noël 1800, un incendie a détruit le haut fourneau et les bâtiments voisins, qui ont aussitôt été reconstruits.
Pour produire la fonte, il fallait du bois pour le charbon de bois, du minerai de fer ainsi que de la pierre à chaux. Les cultivateurs de Sainte-Geneviève contribuaient à l'approvisionnement d'une partie de ces ressources, ce qui constituait un revenu qui s'ajoutait à celui de l'agriculture.
Un des associés, John Craigie, a été reconnu coupable de détournement de fonds publics de plus de 85 000$, qu'il a utilisé pour financer l’entreprise. Thomas Dunn s'est retiré, privant la compagnie du capital nécessaire à la poursuite des activités.
Les problèmes de liquidités (le crédit), la concurrence des Forges du Saint-Maurice et le décès de deux actionnaires ont entraîné la fermeture de l'industrie en 1814.
Le nom du rang des Forges rappelle l'existence de cette entreprise. Il ne reste rien de ces constructions, sinon des vestiges archéologiques.

## Culture et patrimoine

### Lieux
- L'église Sainte-Geneviève a été construite en 1870-1871 par Zéphirin Perreault de Deschambault. Entièrement détruite par un incendie le 14 janvier 1933, elle a aussitôt été reconstruite à partir de ses murs incendiés d'après les plans de l’architecte montréalais René-Rodolphe Tourville et rouverte dès décembre 1933. En conséquence, son style est contrasté : les murs extérieurs sont ceux de l'église de 1870 tandis que l’intérieur présente un style architectural moderne remontant à 1933. Cette particularité faisait écrire, en 1978, à l'historien Rodolphe Fournier : «Cette église avec un mur magnifique datant de 1870 et un intérieur moderne est à peu près unique dans son genre au Québec.»[28] Tourville est un pionnier au Québec de ce type d'architecture dépouillé qui met en valeur la nouveauté technique que représente en construction le béton. Trois ans plus tard, Tourville s'associera à Dom Bellot (1876-1944). L'église de Sainte-Geneviève n’a plus ses clochers élancés typiques de l'architecture religieuse québécoise du XIXe siècle, mais des clochetons qui rappellent «celui de la fameuse église de Neuville-sur-Vanne en France, où Paul Chomedey de Maisonneuve, fondateur de Montréal, a été baptisé en 1612», comme l'écrira Édouard-Zotique Massicotte dans La Presse en 1934[29]. Deux statues de la sainte y sont exposées : celle de l'extérieur, dans une niche sur la façade, date de 1838 et a été épargnée de l’incendie de 1933, et celle de l'intérieur, dominant l’autel au centre du chœur, aurait aussi été sauvée de l’incendie de 1933. Le décor intérieur est l'œuvre, en 1960, du peintre montréalais Guido Nincheri, accompagné d’un assistant, Giovanni Prampolini. Elle est la quatrième église de la paroisse, après celle construite en 1723, l'autre en 1755 et la troisième en 1870. De 1685 à 1723, le culte était célébré à l'église de Batiscan. L'église peut être ouverte aux visiteurs.

- Le presbytère construit en 1897.

- La maison du notaire, construite vers 1893 par le notaire Tancrède Trudel (1846-1918). À partir de 1918, elle est occupée par le notaire A.-J.-Ovila Bergeron et son épouse Rachel, fille du notaire Tancrède Trudel. Inoccupée pendant une vingtaine d’années (jusqu'en 1979), elle suscite la curiosité de la population qui prétend qu’elle contient des trésors. Entre 1995 et 1997, elle devient une résidence pour personnes retraitées. Depuis 2001, la maison est un gîte touristique[30].

- L'ancien bureau d'enregistrement

- Une salle communautaire construite en 1917, propriété de la Fabrique de 1917 à 1980, puis propriété de la Municipalité depuis 1980.

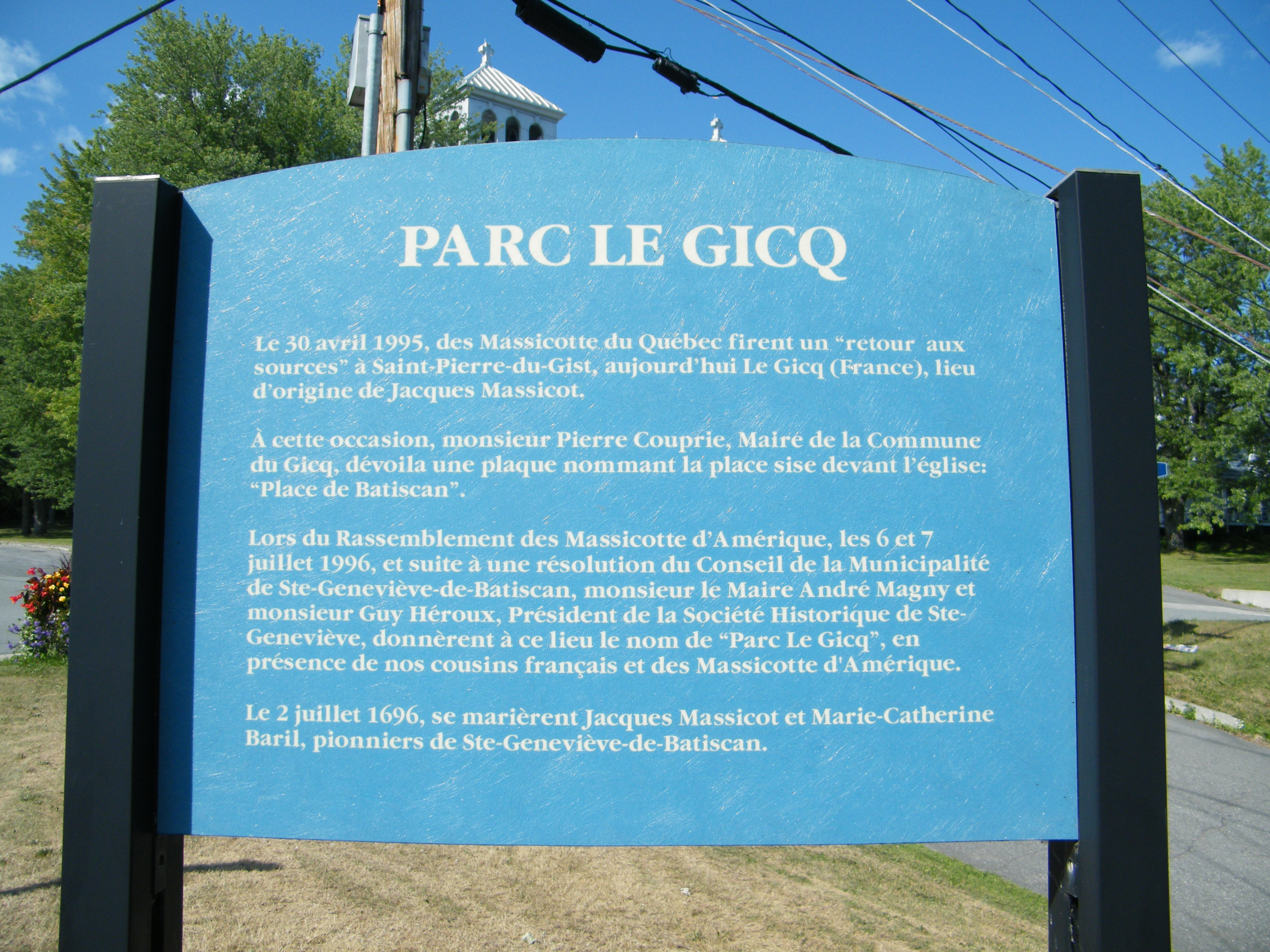
Parc Le Gicq, à Sainte-Geneviève-de-Batiscan dans la MRC des Chenaux, en Mauricie, au Québec.

- Le parc «Le Gicq» est située en avant de l’église de Sainte-Geneviève-de-Batiscan. Son nom rappelle la commune du Gicq, lieu d'origine de l'ancêtre Jacques Massicot. Le nom a été donné à l'occasion du rassemblement des familles Massicotte en juillet 1996. En mai 1995, durant un voyage fait en France par l'Association des familles Massicotte, la place centrale du Gicq fut nommée Batiscan, en rappel du nom de la seigneurie.

- Le pont Narcisse-Pierre-Massicotte, qui traverse la rivière Batiscan en face de l’église. Ce nom a été officialisé le 9 décembre 1994 par la Commission de toponymie du Québec. Depuis son inauguration en 1970, il portait le nom « Pont Massicotte ». Il a été baptisé sous son nouveau nom en avril 1995 à l’initiative de l’association Les Massicotte d’Amérique inc., fondée en 1994. Le pont de la rivière Batiscan À Sainte-Geneviève est la propriété du gouvernement du Québec depuis 1917. Il occupe le site actuel depuis 1941. Reconstruit à partir en 1968, le pont actuel a été ouvert à la circulation en décembre 1969, inauguré officiellement au printemps 1970. Son nom rappelle celui qui en 1870 obtint l’autorisation de construire et de posséder un pont à péage qui traversait la rivière à Sainte-Geneviève. (Latitude et longitude : 46° 31′ 40″ N, 72° 20′ 20″ W, ou en décimal : 46.5277778, -72.3388889)

- Le pont de Gironde, qui traverse la rivière Batiscan sur l’autoroute Félix-Leclerc (autoroute 40). Officialisé le 9 mars 1988 par la Commission de toponymie du Québec, le nom a été suggéré par l’association Les familles Tifault d’Amérique parce qu’en 1684, l’ancêtre Jacques Tifault, originaire de la Gironde en Franc, s’établissait à Sainte-Geneviève. (Latitude et Longitude : 46° 31′ 12″ N, 72° 17′ 22″ W, ou en décimal : 46.52, -72.2894444)

- Le Village-Champlain est une originalité toponymique : le nom désigne l'une des routes à l'intérieur des limites de la Municipalité de Sainte-Geneviève. Elle longe la rivière Champlain. Le mot Village est ici un usage très ancien, quasi disparu partout, synonyme de «rang»[31].

- Le Village-Jacob est une originalité toponymique : le nom désigne l'une des routes à l'intérieur des limites de la Municipalité de Sainte-Geneviève. Le mot Village est ici un usage très ancien, quasi disparu partout, synonyme de «rang»[32].

### Monuments, plaques et panneaux d'interprétation

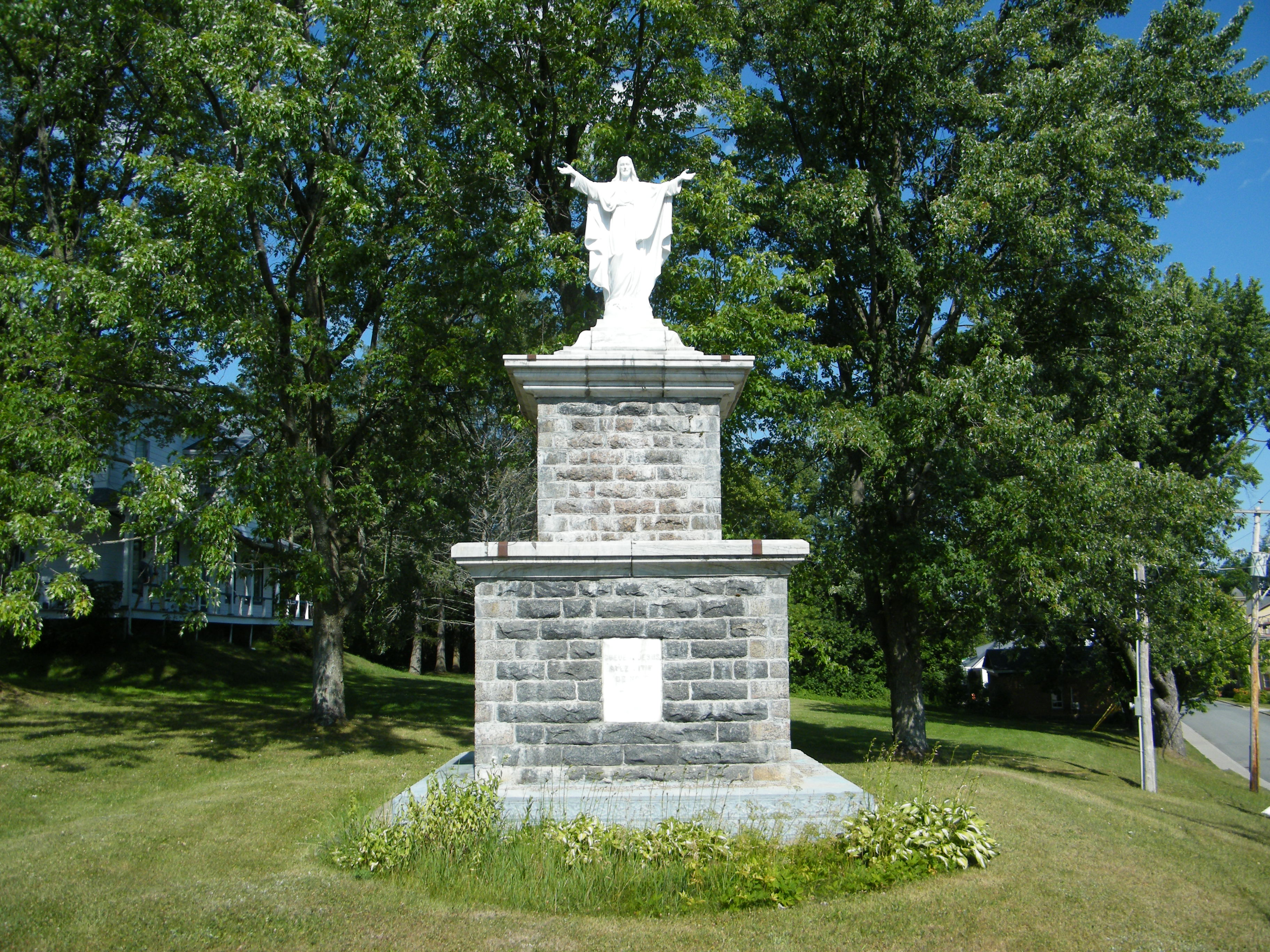
Monument au Sacré-Coeur, érigé devant l'église Sainte-Geneviève.

- Un monument du Sacré-Cœur datant de 1921, près de l'église. Il est un legs testamentaire du notaire Tancrède Trudel (1846-1918).

- Un monument à la Vierge datant de 1923, près de l'église.

- Un monument en hommage à Maurice Bellemare érigé en 1969, à l'arrière de l'église.

- Un monument aux pionniers érigé en 1985 devant l’église.

- Un monument dédié à Joseph Mathon et Marie-Josephte Harbour, ancêtres des familles Mathon, érigé au 521 rang de la Rivière-à-la-Lime, sur la terre familiale occupée depuis 1771 par sept générations de Mathon, le premier étant l'un des fils de Joseph et de Marie-Josephte Harbour. Le monument a été inauguré en 1986 par l'Association des familles Mathon d'Amerique.

- Un monument dédié à Jacques Tifault et Marie-Anne Lescuyer, ancêtres de tous les Tifault d’Amérique, érigé au 311 Rang Sud sur la terre ancestrale à Sainte-Geneviève-de-Batiscan, inauguré le 9 août 1987 par l'Association des Thifault d'Amérique pour célébrer le 300e anniversaire de mariage du couple. La plaque de bronze est l’œuvre de l’artiste Jean-Paul Garneau, sculpteur-fondeur de Lévis. Texte : «Hommage à Jacques Tifault et Marie-Anne Lescuyer mariés à Batiscan le 18 janvier 1687, établis sur cette terre et ancêtres des familles Tifault en Amérique. Les Tifault d’Amérique inc. 9 août 1987».

- Un monument dédié à François Dessureaux et Marie Bouart, ancêtres des familles Dessureault, érigé au 250 Rang Sud sur la terre ancestrale à Sainte-Geneviève-de-Batiscan, inauguré le 14 août 1994 par l'Association des familles Dessureault.

- Un monument dédié à Jacques Massicot et Catherine Baril, ancêtres des familles Massicotte, érigé sur la terre ancestrale à Sainte-Geneviève-de-Batiscan, inauguré en juillet 1996 par l'Association des familles Massicotte.

- Un monument dédié à Paul Bertrand dit St-Arnaud et Gabrielle Baribeau, ancêtres des familles Bertrand et St-Arnaud, érigé au 250 Chemin Gabrielle-Baribeau sur la terre ancestrale à Sainte-Geneviève-de-Batiscan, inauguré le 22 août 2004 par l'Association des descendants de Paul Bertrand dit St-Arnaud. Texte : « Hommage à nos ancêtres Paul Bertrand dit St-Arnaud (1661-1739) originaire de Verneuil-sur-Avre en Normandie et Gabrielle Baribeau (1672-1725) originaire de Charlesbourg en Québec. Depuis leur mariage, le 3 juin 1697, ils ont habité ici et défriché cette terre que leurs descendants ont cultivée sans interruption jusqu’à nos jours. Leurs descendants, 2004 »

- Une plaque dédiée à Paul Bertrand dit St-Arnaud et Gabrielle Baribeau, ancêtres des familles Bertrand et St-Arnaud, installée dans l'église paroissiale à Sainte-Geneviève-de-Batiscan, dévoilée le 22 août 2004 par l'Association des descendants de Paul Bertrand dit St-Arnaud. Texte : « Hommage aux pionniers Paul Bertrand dit St-Arnaud (1661-1739) et Gabrielle Baribeau (1672-1725) mariés le 3 juin 1697 à Batiscan. Leurs descendants, août 2004 »

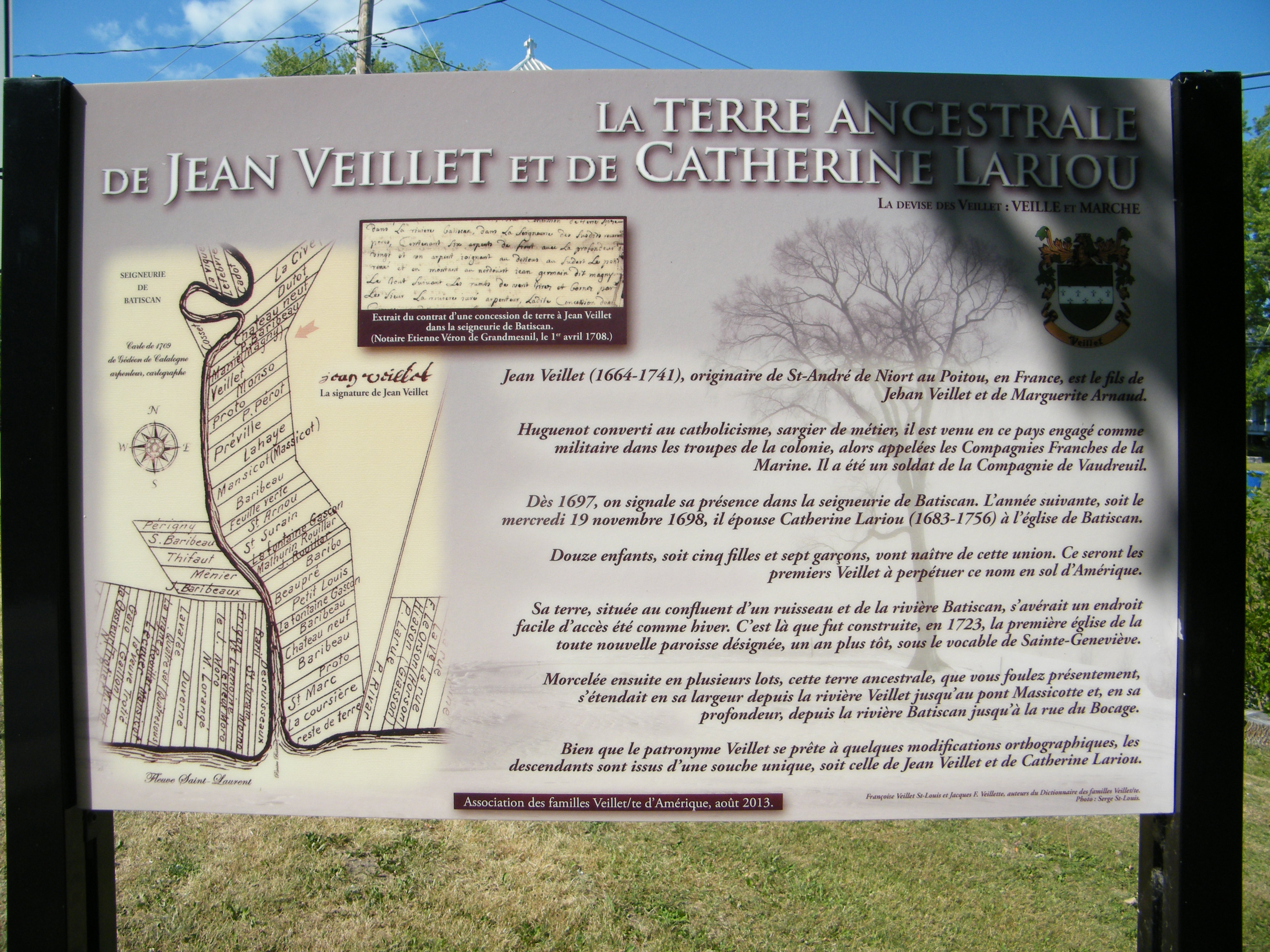
Panneau d'interprétation placé sur la terre ancestrale de Jean Veillet et Catherine Lariou, à Sainte-Geneviève-de-Batiscan, en face de l'église, près du pont.

- Un panneau d'interprétation dédié à Jean Veillet et de Catherine Larioux, ancêtres des familles Veillet et Veillette, érigé sur la terre ancestrale à Sainte-Geneviève-de-Batiscan (à l'entrée du pont, en face de l'église), inauguré le 10 août 2013 par l'Association des familles Veillette d'Amérique.

- Un panneau d'interprétation dédié à Jean-Louis Baribeau (1893-1975), installé par la Municipalité en 2017 à l'arrière de l'église, dans le cadre du circuit patrimonial des personnages historiques de la MRC des Chenaux, une stratégie de mise en valeur de chacune des dix municipalités qui composent la MRC des Chenaux. Le texte est de Marie-Pier Lemaire, révisé par Raymond Rivard, historien. La réalisation a été faite sous la direction de Marie-Pier Lemaire et de Françoise Bouchard, agentes culturelles de la MRC des Chenaux.

- Un monument intitulé «Trésor genevièvois 2000-2050», situé sur la rue de l'Église, près de l'intersection de la rue Saint-Charles, érigé sur le site où, le 24 juin 2000, pour marquer le millénaire, a été enfoui un coffre à l'initiative du Comité de développement de Sainte-Geneviève en partenariat avec la Société historique de Sainte-Geneviève-de-Batiscan. Ce coffre est destiné à être ouvert le 24 juin de l'année 2050. La plaque comporte le nom de 97 familles qui ont laissé des enveloppes à l'intérieur du coffre. La plaque porte aussi le listel «Tempus fugit» (Le temps fuit). Voisin du «Trésor communautaire 2012-2037».

- Un monument intitulé «Trésor communautaire 2012-2037», ou trésor du réseau communautaire, situé sur la rue de l'Église, près de l'intersection de la rue Saint-Charles, érigé sur le site où, le 23 octobre 2012 à l'occasion de la Journée nationale de l’action communautaire autonome, a été enfoui un «coffre aux trésors» par la Corporation de développement communautaire des Chenaux, le mouvement communautaire et les entreprises d’économie sociale membres[33]. Ce coffre est destiné à être ouvert au cours de l'année 2037. Voisin du «Trésor genevièvois 2000-2050».

### Inventaire du patrimoine bâti (maisons)
Selon le recensement de 2006, la municipalité de Sainte-Geneviève-de-Batiscan compte 440 logements. De ce nombre, 115 ont été construits avant 1921, ce qui représente un logement sur quatre, et 50 ont été construits de 1921 à 1945, ce qui signifie que le tiers du bâti de Sainte-Geneviève-de-Batiscan date d'avant 1946.
De 2011 à 2014, la MRC des Chenaux a fait procéder à un premier inventaire du patrimoine bâti de neuf des dix municipalités qui la composent (Notre-Dame-du-Mont-Carmel n'a pas participé au projet). À Sainte-Geneviève-de-Batiscan, les travaux ont été réalisés par des membres de la Société historique. Outre l'église, le presbytère et la salle communautaire qui figurent à l'inventaire du patrimoine religieux, seize maisons ont été identifiées dans le cadre de cet inventaire du patrimoine bâti :
- Sur la rue Principale, les numéros civiques 110, 151, 160, 171, 181, 231, 241
- Sur le rang du Village-Jacob, les numéros civiques 301 et 340
- Sur le rang de la Rivière-à-Veillet, les numéros civiques 260 et 381
- Sur la rue Saint-Joseph, les numéros civiques 21, 33 et 41
- Sur le rang de la Petite-Pointe, le numéro civique 200
- Sur le Rang Sud, le numéro civique 290.

Cet inventaire a été versé au Répertoire du patrimoine culturel du Québec.
Même si l'occupation de Sainte-Geneviève remonte à la concession de la première terre en 1685, sous le régime français (1608-1760), il ne subsiste aucun bien de tout le premier siècle de son histoire. La plus ancienne maison serait la maison Baribeau, construite vers 1780. Les seize maisons inventoriés sont représentatives des styles de trois siècles d'architecture :
- XVIIIe siècle : Maison Baribeau (vers 1780) et maison Rouillard-Pronovost (vers 1785)
- XIXe siècle : Maison Baril (vers 1807) et neuf autres maisons
- XXe siècle : Maison Jacob (vers 1900) et trois autres maisons

Parmi les styles architecturaux, il n'existe plus de maisons d'inspiration française (XVIIe – XVIIIe siècles), et il existe plusieurs maisons dite Québécoises (XVIIIe – XIXe siècles), des maisons à toit mansardé (1880-1910), des maisons néoclassiques québécoises (XIXe siècle), des maisons d'esprit victorien (1875-1910) ainsi que des maisons d'influence nord-américaine (1880-1930).

### Petits patrimoines

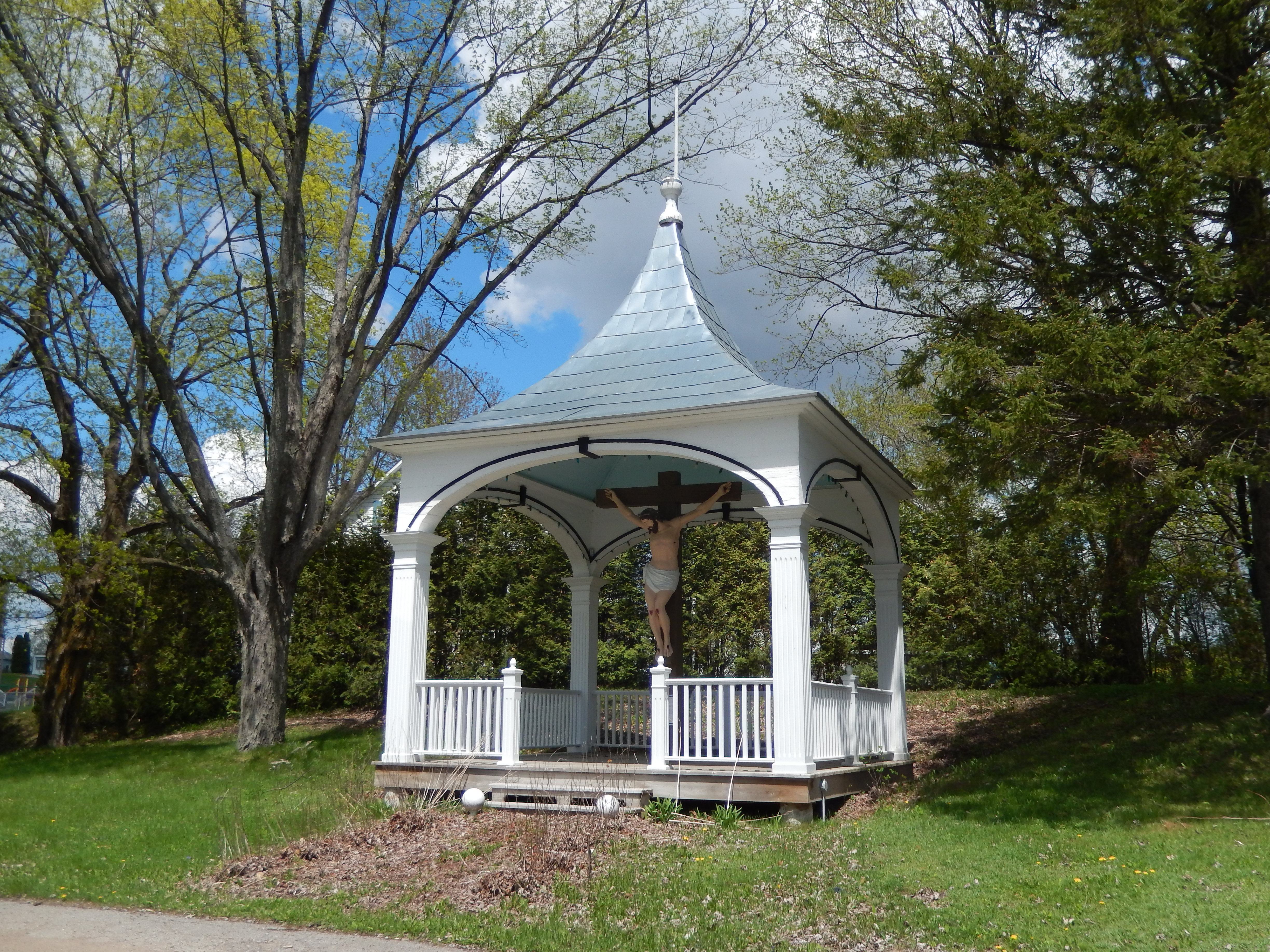
Le calvaire de la Rivière-à-Veillet, situé près de l'église.

- Le calvaire de la Rivière-à-Veillet de 1827 a été cité monument historique en 2002, transporté derrière l'église sur le terrain de la Fabrique en 2006 et donné par la Société historique à la Municipalité.

- Le calvaire du cimetière, érigé en 1912.

- Les cinq croix de chemin. La première croix est située sur le rang du Village-Champlain, à l'intersection du rang des Lahaie, la seconde au 291 rang Nord, la troisième au 290 rang Sud (route 361) et la quatrième au 300 rang de la Rivière-à-la-Lime (route 361). Ces quatre croix ont été réalisées par la Société historique de Sainte-Geneviève en 1985 (date à vérifier). La cinquième croix est située sur le rang de la Rivière-à-Veillet, à l'intersection du rang du Village-Jacob. Cette dernière a été réalisée en septembre 2006 par Jean-Claude Beaupré[36].

- Le kiosque qui était près de l'église à partir des années 1920 jusqu'aux années 1950 est aujourd'hui au 160 rue Principale.

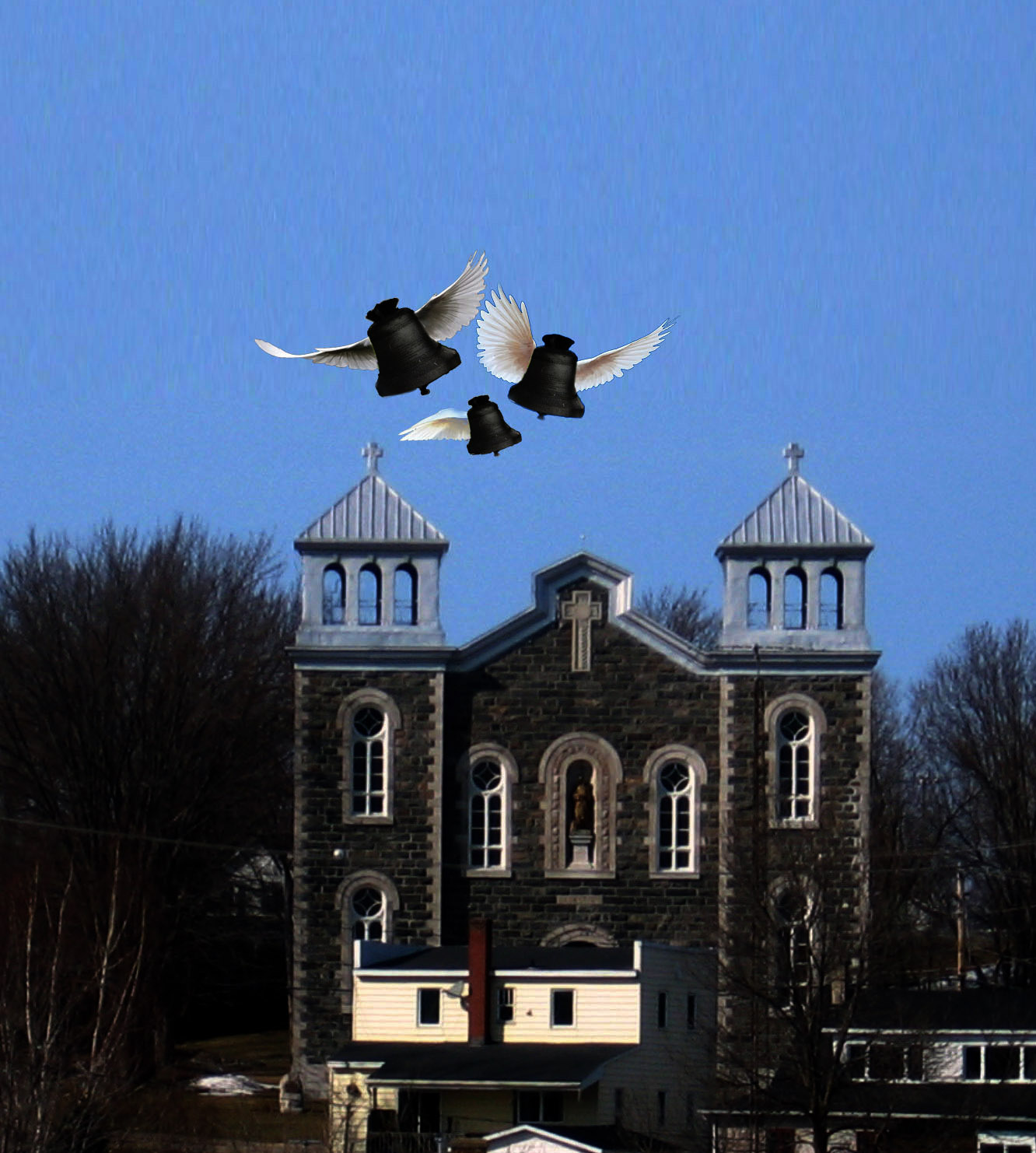
Au Jeudi saint, la tradition veut que les cloches des églises de partout dans le monde partent pour Rome pour revenir le Samedi saint. Celles de Sainte-Geneviève-de-Batiscan s'y rendent aussi, comme en témoigne cette photo.

### Paroisse catholique
Les premiers Genevièvois ont été des paroissiens de Saint-François-Xavier de Batiscan pendant 36 ans, de 1685 à 1721. Les origines de la paroisse catholique de Sainte-Geneviève remontent à 1721 alors que le procureur général du Roi, Mathieu-Benoît Collet, consultent la population de Batiscan le 10 février 1721 et que les résidents de ce qui deviendra Sainte-Geneviève demandent d'avoir les services d'un prêtre «jusqu’à ce que les profondeurs de la dite rivière puissent estre suffisamment establis pour y ériger une paroisse». Le règlement du 20 septembre 1721 leur accorde la permission «de faire construire une chapelle dans le lieu le plus commode». Ce règlement a été confirmé en 1722. Elle sera construite à partir de 1723, complétée en 1727. Un premier presbytère sera construit en 1727. Les registres paroissiaux (d'état civil) de Sainte-Geneviève de Batiscan débuteront en juillet 1727. Un prêtre desservant ou un curé y réside depuis 1728. Le premier cimetière était ouvert en 1729. Puis il faudra attendre un siècle avant que cette mission soit érigée canoniquement en paroisse, le 16 août 1833.
Le 1er janvier 2018, la paroisse de Sainte-Geneviève-de-Batiscan est fusionnée avec celles de Saint-Prosper, Saint-Stanislas et Sainte-Anne-de-la-Pérade pour former la nouvelle paroisse Sainte-Élisabeth. Ces quatre anciennes paroisses deviennent des communautés locales. Ce changement s'inscrit dans un vaste projet de tournant missionnaire commencé en septembre 2015 et par lequel les 66 paroisses de la Mauricie sont regroupées en treize nouvelles paroisses, dont celle de Sainte-Élisabeth. Le nom de Sainte-Élisabeth a été retenu par le comité de transition après consultations des paroissiens. Le comité de transition était formé de deux représentants de chacune des quatre anciennes paroisses.
Le territoire paroissial de Sainte-Geneviève-de-Batiscan a relevé du diocèse de Québec de 1685 à 1852. Il relève du diocèse de Trois-Rivières depuis sa création en 1852.
L’église de Sainte-Geneviève-de-Batiscan vendue le 21 décembre 2022,.

### Corporation catholique

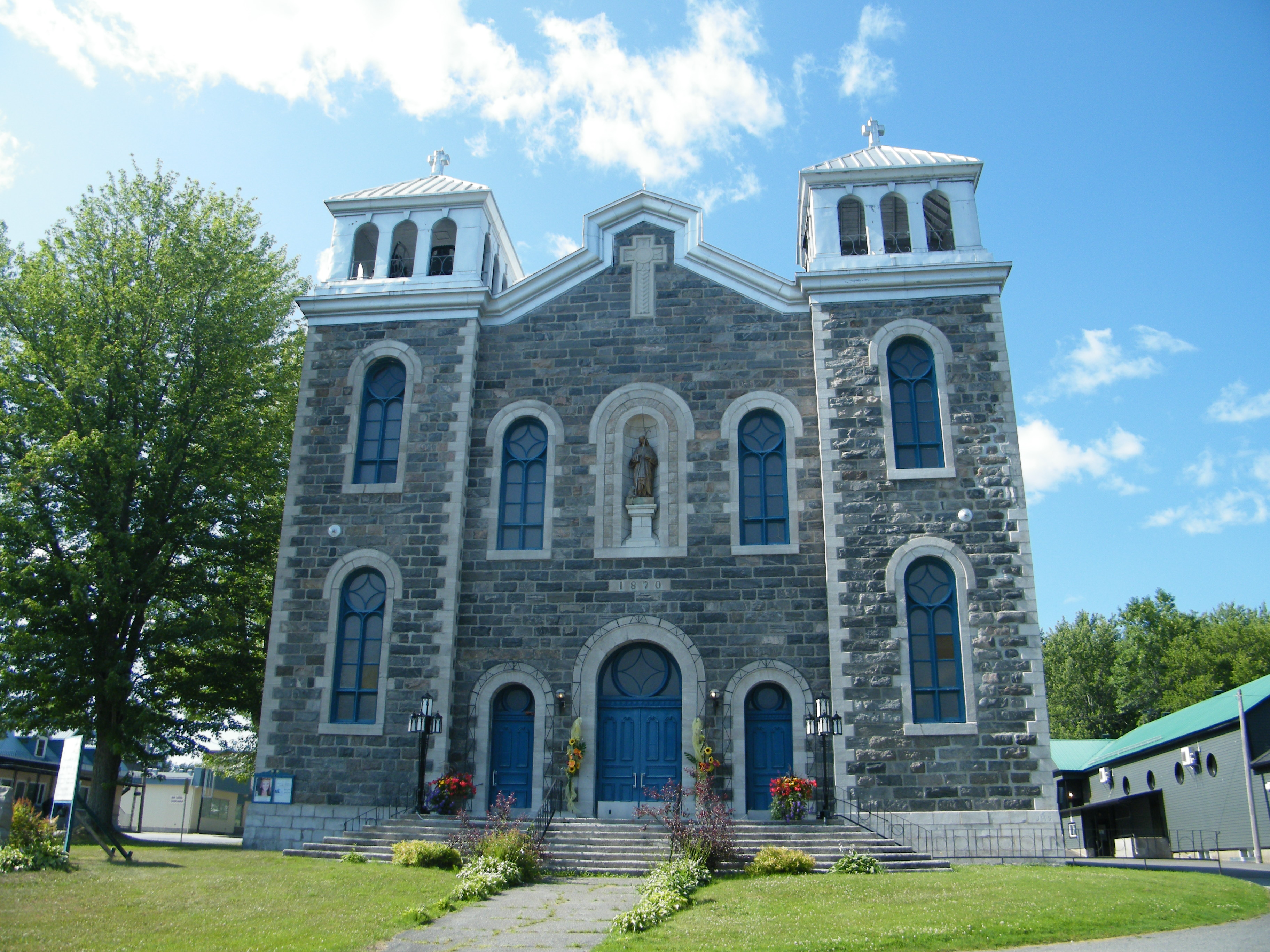
Église Sainte-Geneviève.

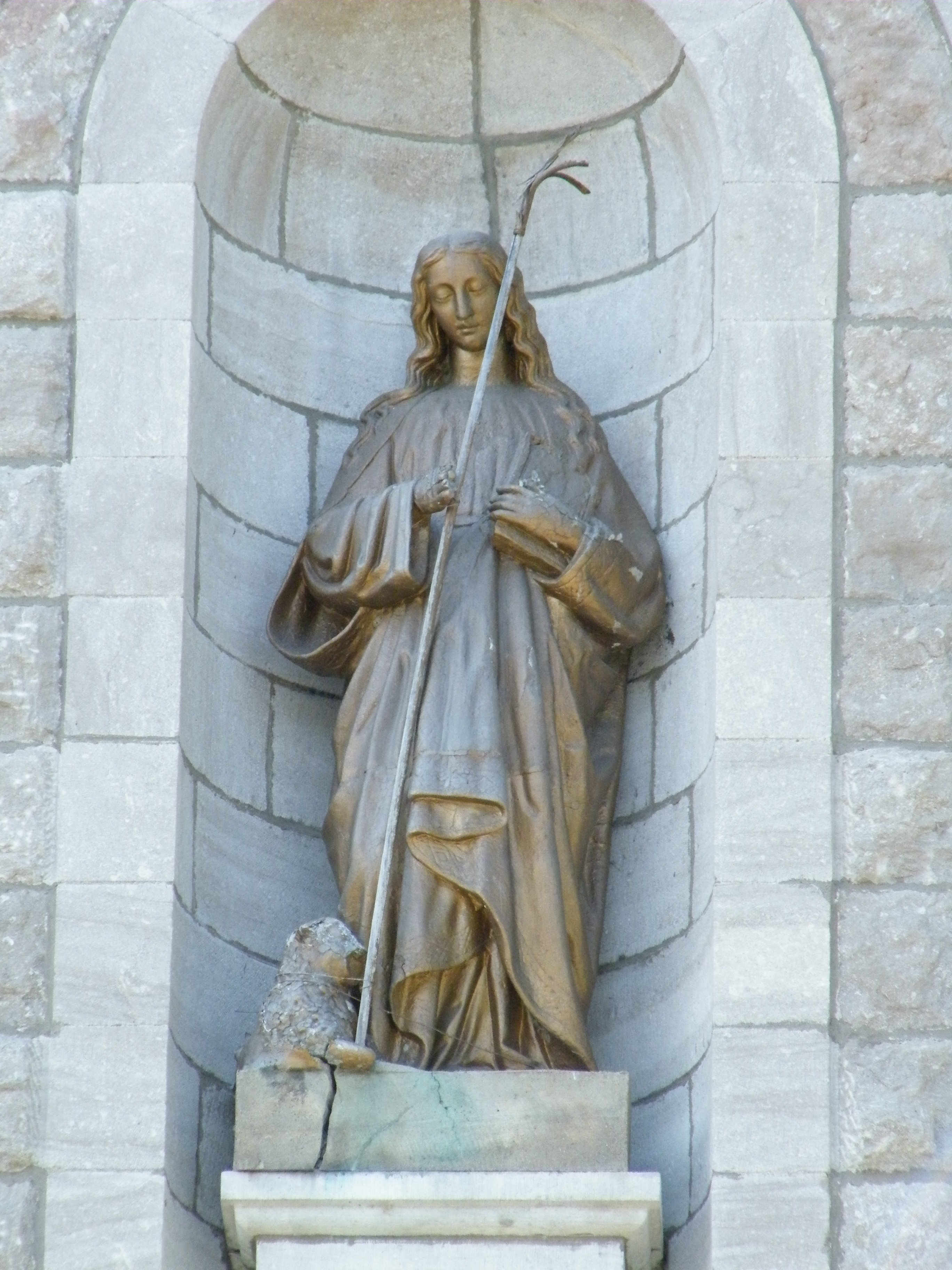
Statue de sainte Geneviève en façade de l'église Sainte-Geneviève, sauvée de l'incendie de 1933.

Fondée en 1721, La Fabrique de la paroisse de Sainte-Geneviève a été incorporée le 16 août 1833 avec l'érection canonique par Joseph Signay, évêque de Québec. La première mention du nom Sainte-Geneviève date de 1723. Elle est une corporation religieuse locale à but non lucratif, dont l'objet est d'acquérir, de posséder, de détenir, et d'administrer les finances et les biens pour les fins de l'exercice de la religion catholique romaine à Sainte-Geneviève-de-Batiscan. Elle compte six membres bénévoles et un prêtre qui forment le conseil d'administration (le conseil de fabrique).
Les biens que possède la corporation catholique en 2016 sont un terrain initial acquis en 1749 et dont il reste deux portions. Sur la première portion, il y a l’église construite en 1870-1871 (incendiée en 1933, reconstruite et rouverte en 1934), un presbytère construit en 1897, un hangar construit au XXe siècle, deux stationnements, un monument du Sacré-Cœur datant de 1921, un monument à la Vierge datant de 1923, un monument en hommage à Maurice Bellemare érigé en 1969, le monument aux pionniers érigé en 1985 devant l’église. Sur le terrain appartenant à la Fabrique, la Municipalité possède depuis 1980 la salle communautaire construite en 1917, ainsi que le calvaire de la Rivière-à-Veillet de 1827, cité monument historique en 2002, transporté sur le terrain de la fabrique en 2006 et donné par la Société historique à la Municipalité. Une des deux entrées du terrain appartenant à La Fabrique est signalisée comme étant la «Rue du Centre», nom donné par la Municipalité dans les années 1970, c’est une rue privée appartenant à la Fabrique. Sur la seconde portion, il y a un cimetière ouvert en 1912, avec son calvaire érigé la même année.

### Contes et légendes
- Le Bonhomme 7 heures, par Cécile Buteau, Johanne Bussières, Josée Dombrowski (Sillery, Éditions Ovale, 1982), résumé : «Dans le rang des Forges à Sainte-Geneviève-de-Batiscan, Françoise et Jonathan s'aventurent furtivement dans le verger du père Fleury. Les pommes sont délicieuses. Les aboiements de Colosse signalent leur présence. Le père Fleury s'engage à leur poursuite, les menace de l'action malfaisante du bonhomme 7 heures. Jonathan accorde sa crédibilité à l'existence de ce mystérieux personnage qui habite la lune et vient le soir, enlever les enfants non couchés avant sept heures. A force d'écouter son complice, Françoise partage sa conviction. Les deux amis vivent une aventure palpitante jusqu'à son dénouement qui les ramène à la maison. Le récit clair et rapide transmet facilement au lecteur les émotions des personnages. Illustrations naïves et attrayantes.»

## Tourisme
- Parc de la Rivière-Batiscan, comportant 25 km de sentiers pédestres, des belvédères d'observations sur le parc des chutes et un camping boisé. Ce parc régional comporte trois entrées principales, dont l'une est située à Sainte-Geneviève-de-Batiscan.
- Camping Parc de la Péninsule, aménagé dans une grande péninsule, entouré de la rivière Batiscan.

## Personnalités liées
- Pierre-Léon Ayotte, surnommé la Jaquette-à-Simon, né le 17 avril 1845 à Saint-Stanislas et décédé à l'âge de 61 ans le 27 février 1907 à Sainte-Geneviève-de-Batiscan. Journalier et figure légendaire, un article lui est consacré dans le Dictionnaire biographique du Canada[42].
- Jean-Louis Baribeau (1893-1975), né à Sainte-Geneviève-de-Batiscan, marchand, élu maire et député. Un panneau d'interprétation lui est consacré derrière l'église, dans le cadre du Circuit patrimonial des personnages historiques de la MRC des Chenaux.
- Théodore Baribeau (1870-1938), né à Sainte-Geneviève-de-Batiscan, premier maire de Gatineau.
- Georges-Edmond Baril (1859-1913), né à Sainte-Geneviève-de-Batiscan, médecin, membre de la Commission scolaire d'Hochelaga (Montréal) pendant 29 ans, dont douze ans à sa présidence. L'école Baril, située au 3603 rue Adam à Montréal et construite en 1910, doit son nom au docteur Baril, surnommé le «médecin des pauvres» d'Hochelaga. L'école Baril est l'une de ses dernières réalisations[43].
- Maurice Bellemare (1912-1989), né et décédé à Grand-Mère, journalier, élu député. Un monument lui est consacré derrière l'église.
- Jacques J. Bouchard (1907-1982), né à Sainte-Geneviève-de-Batiscan, établi en Abitibi à l'âge de 15 ans, homme d'affaires d'Amos, il a été admis comme membre de l'Ordre du Canada le 17 décembre 1973, «en reconnaissance de sa contribution au développement industriel et social du Nord-ouest du Québec.»[44]
- Théophile Bronsard (1850-1931), cultivateur et cordonnier, conteur de Sainte-Geneviève-de-Batiscan
- François-Xavier Cloutier (1848-1934), né à Sainte-Geneviève-de-Batiscan, prêtre, troisième évêque du diocèse de Trois-Rivières. La maison natale se trouve dans les limites de Saint-Prosper-de-Champlain dès sa fondation en 1850. C'est là qu'est né son frère, Prosper Cloutier, prêtre et auteur.
- François d'Assise Cosset (1788-1868), né à Sainte-Geneviève-de-Batiscan, considéré comme le fondateur de Saint-Tite où il s'établit en 1833. Marié à Marguerite Ricard en 1812 à Yamachiche.
- Louis Cosset (1782-1876), né à Sainte-Geneviève-de-Batiscan, considéré comme le fondateur de Saint-Narcisse où il commença à défricher sa terre en 1803. Marié à Brigitte Thiffault en 1805 à Sainte-Geneviève-de-Batiscan.
- Jean-Marie Dessureault (1888-1970), né à Sainte-Geneviève-de-Batiscan, homme d'affaires (manufacturier et marchand de bois), sénateur.
- Benjamin Gervais (1792-1876), né à Sainte-Geneviève-de-Batiscan, considéré comme le « père du premier enfant blanc né à Saint-Paul, Minnesota »[45] et aussi comme le fondateur en 1844 de Little Canada, une ville du comté de Ramsey au Minnesota, aux États-Unis. Aussi Lake Gervais porte son nom.

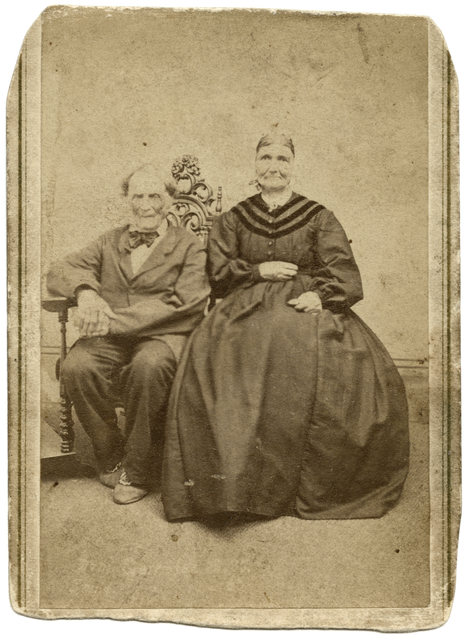
Benjamin Gervais (1792-1876), né à Sainte-Geneviève-de-Batiscan, considéré comme le « père du premier enfant blanc né à Saint-Paul, Minnesota » et aussi comme le fondateur en 1844 de Little Canada, une ville du comté de Ramsey au Minnesota, aux États-Unis.

- François-Xavier Lacoursière (1882-1955), né à Sainte-Geneviève-de-Batiscan, juge.
- Pierre-Olivier Launière (ou Lanaudière ?) dit Mékinac, originaire de Sainte-Geneviève-de-Batiscan, porte le surnom patronymique «Mékinac» en 1808. Cet amérindianyme désigne une rivière déjà en 1807 aussi [46] puis figurera à partir de 1863 dans des ouvrages pour désigner un lac (1863), une rivière (1870) et un canton (1874)[47].
- Joseph-Arthur Lesieur (1858- ), prêtre, curé de Sainte-Geneviève. Le centre communautaire porte le nom de Centre J.-A.-Lesieur. C'est lui qui en dirigea la construction en 1917.
- Clément Marchand (1912-2013), né à Sainte-Geneviève-de-Batiscan, écrivain, poète, journaliste, éditeur, imprimeur. La bibliothèque municipale de Sainte-Geneviève porte le nom de Bibliothèque Clément-Marchand.
- Édouard-Zotique Massicotte (1867-1947), historien, archiviste et journaliste, frère de l'illustrateur québécois Edmond-Joseph Massicotte. Fils d'Édouard Massicotte, né à Sainte-Geneviève, et d'Adèle Bertrand, et petits-fils de Pierre Massicotte et Julie Lyonnais, de Sainte-Geneviève. «Dès ses premières vacances d'étudiant à Sainte-Geneviève-de-Batiscan, en 1886, il entreprend de transcrire des chansons populaires, de noter des faits et gestes relevant de la tradition et de photographier des objets qui, faute d'être encore en usage, sont condamnés à disparaître.» (Roger Le Moine)[48].
- Narcisse-Pierre Massicotte (1830-1897), instituteur, marchand, fonctionnaire, lieutenant-colonel. Il était le grand-père de l’historien Édouard-Zotique Massicotte. En 1870, il obtint l’autorisation de construire et de posséder un pont à péage qui traversait la rivière à la hauteur de Sainte-Geneviève. Les piliers auraient été construits à partir de la pierre de la vieille église. Ouvert en 1873, ce pont a été emporté par la crue lors des grandes inondations de 1896. Aussitôt reconstruit, il est encore emporté par les glaces en 1909 et 1914. Époux de Marie-Émérentienne Matte.
- Philippe Normandin (1849-1928) et Emma St-Arnaud (1854-1926, née Léa), surnommés Mama et Phili (prononcer Mâmâ), figures légendaires.
- Ulphée-Wilbrod Rousseau (1882-1967), né à Sainte-Geneviève-de-Batiscan, entrepreneur en construction, élu député.
- Ferdinand Trudel (1852-1924), né à Sainte-Geneviève-de-Batiscan, médecin, élu député.
- Marc Trudel (1896-1961), né à Sainte-Geneviève-de-Batiscan, médecin, élu député.
- Olivier Trudel (1781-1859), cultivateur à Sainte-Geneviève-de-Batiscan, élu député.
- Robert Trudel (1820-1886), né à Sainte-Geneviève-de-Batiscan, notaire, élu maire, préfet et député.
- Hermyle Baril (1847-1915, né à Sainte-Geneviève-de-Batiscan), Premières notions de catéchisme pour les petits enfants qui se préparent à la première communion, Trois-Rivières, s.n., n.d. [probablement 1910], 8 pages.
- Michel Châteauneuf (1962- , né à Trois-Rivières, résident de Sainte-Geneviève), sept romans.

## Photographies

À pied, à vélo, en moto, en auto
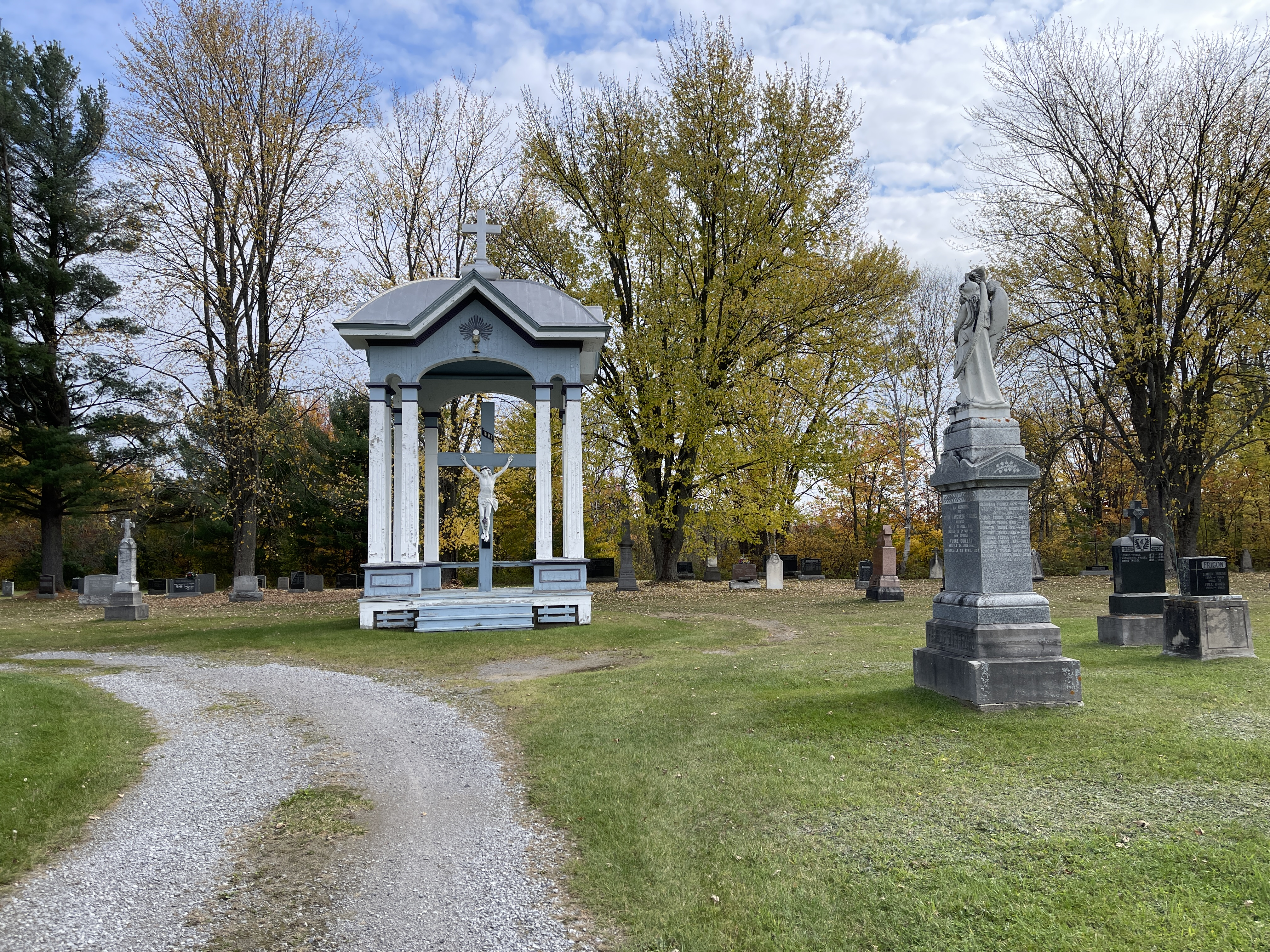
Cimetière de la paroisse Sainte-Élizabeth, rue de l'Église.
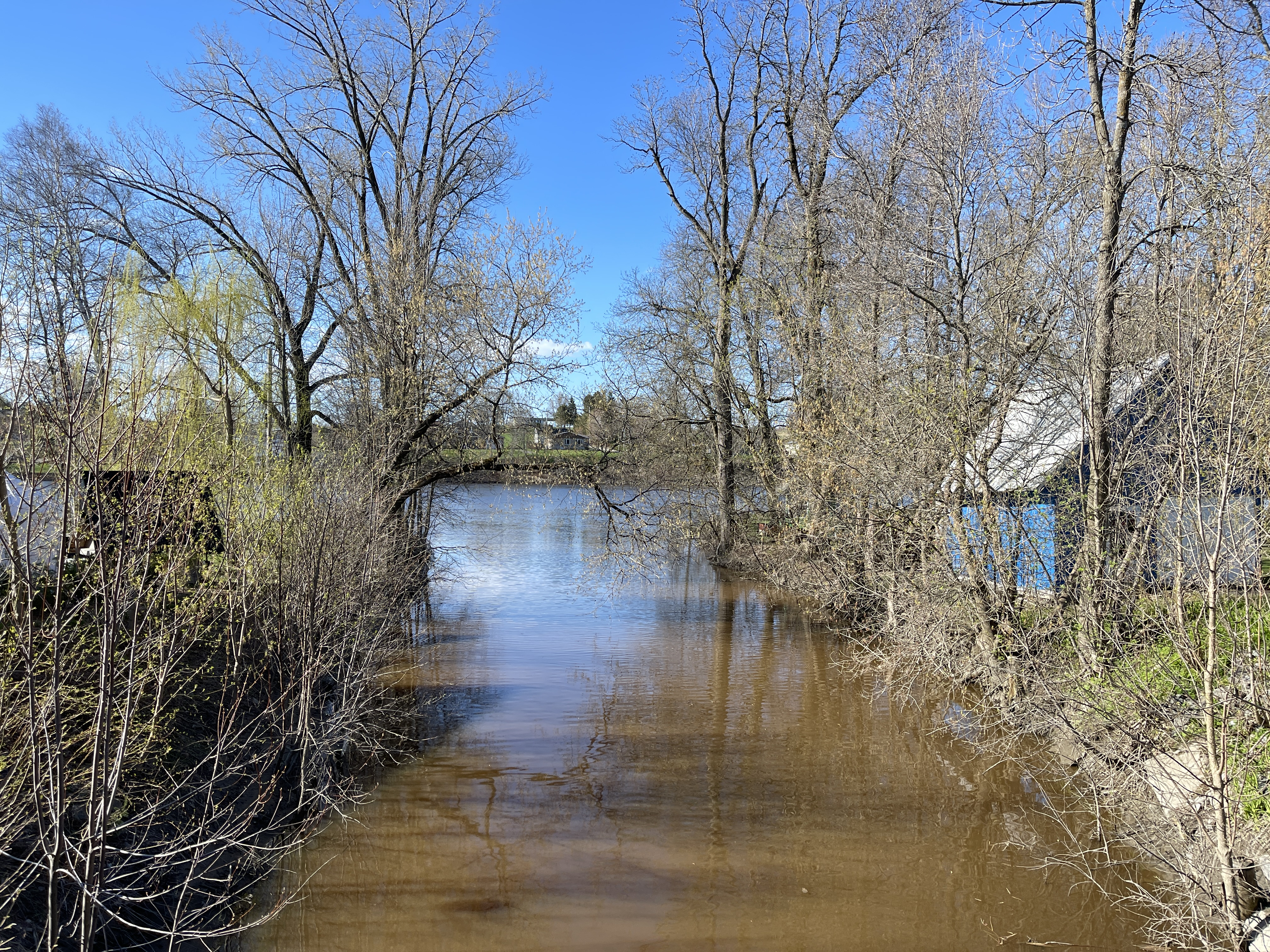
La rivière à Veillet se jette dans la rivière Batiscan, rue Principale.
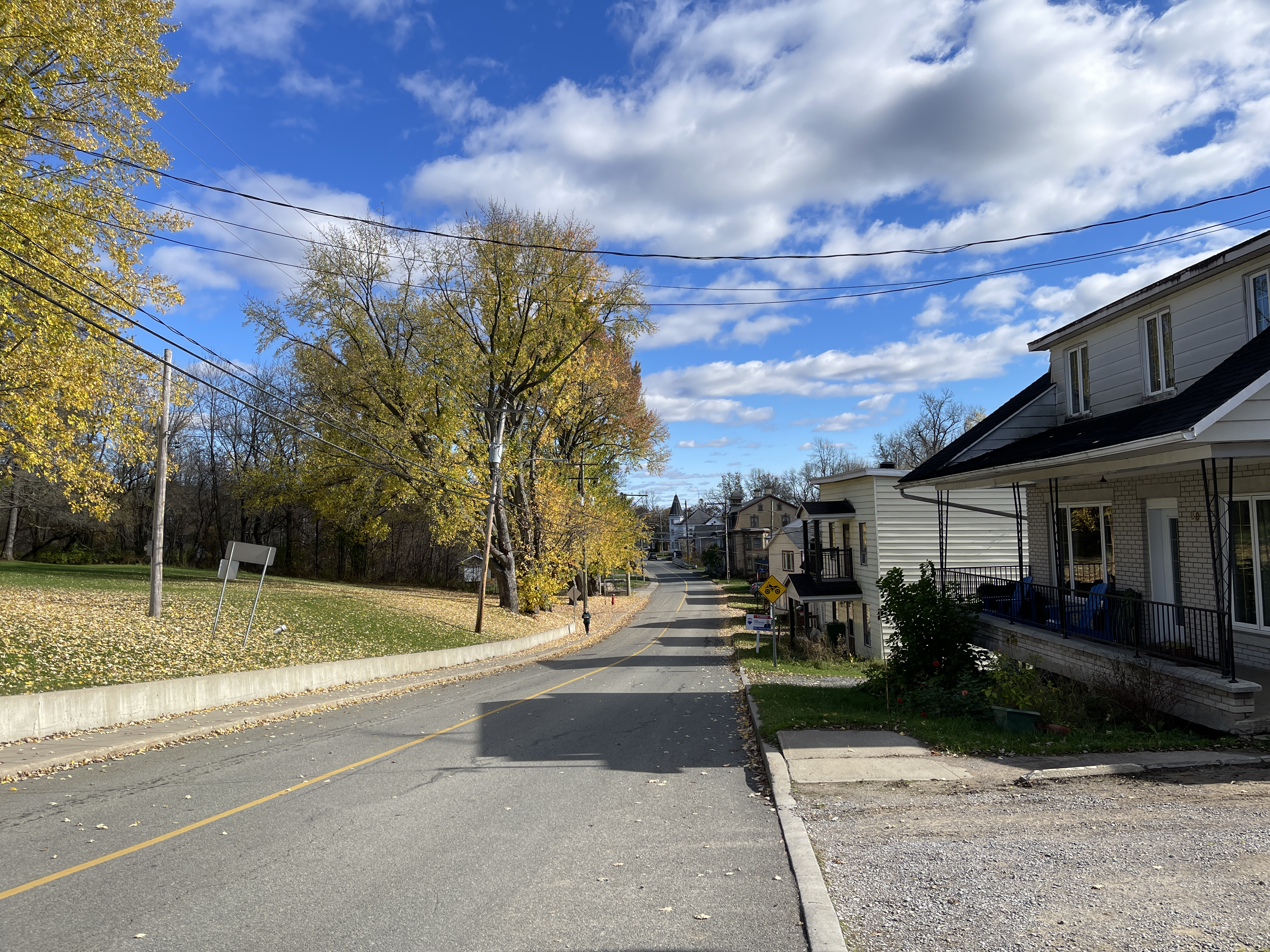
Patrimoine bâti, maisons, rue Principale.
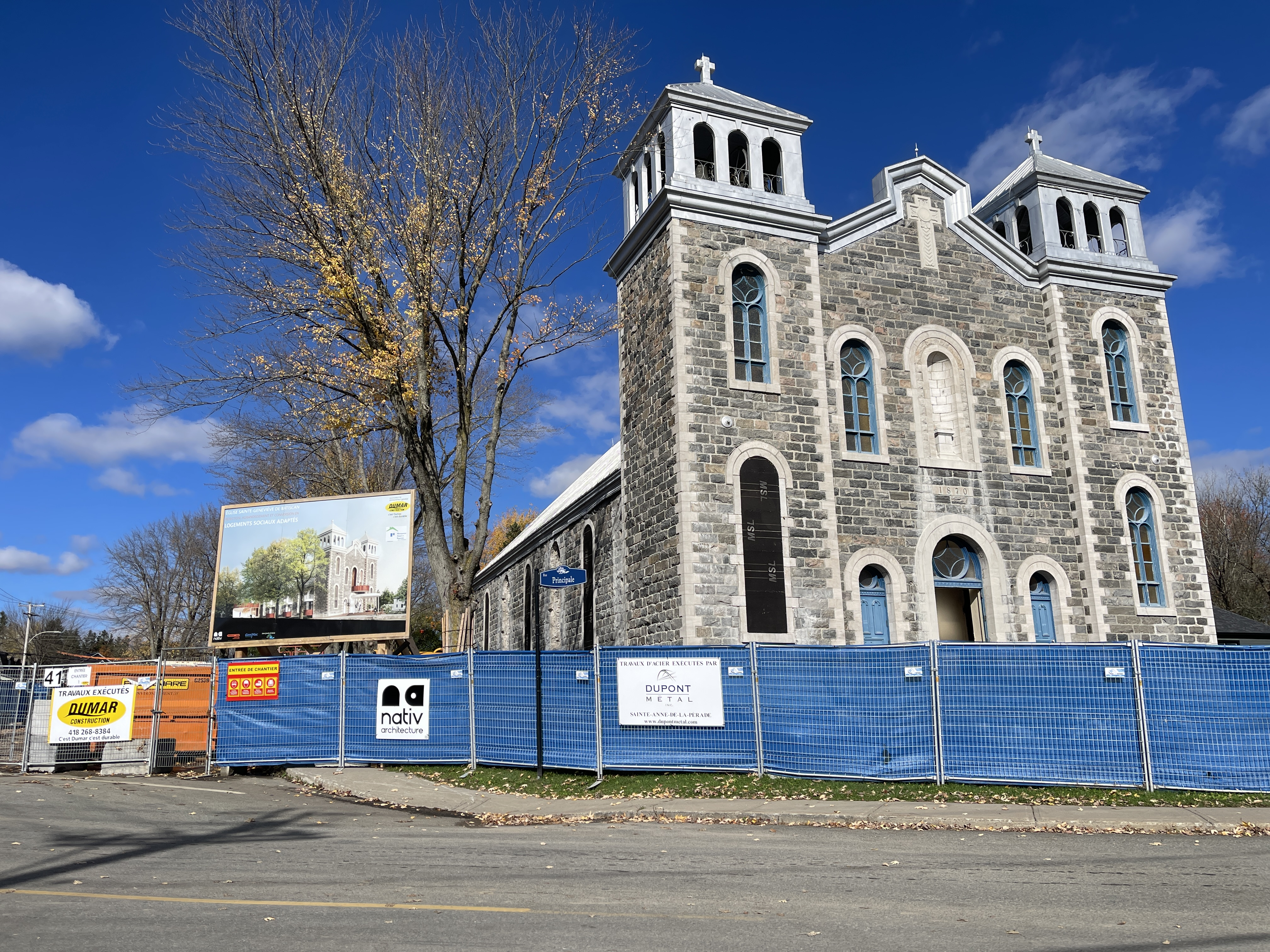
Logements sociaux adaptés, travaux de modification de l’église, rue Principale.
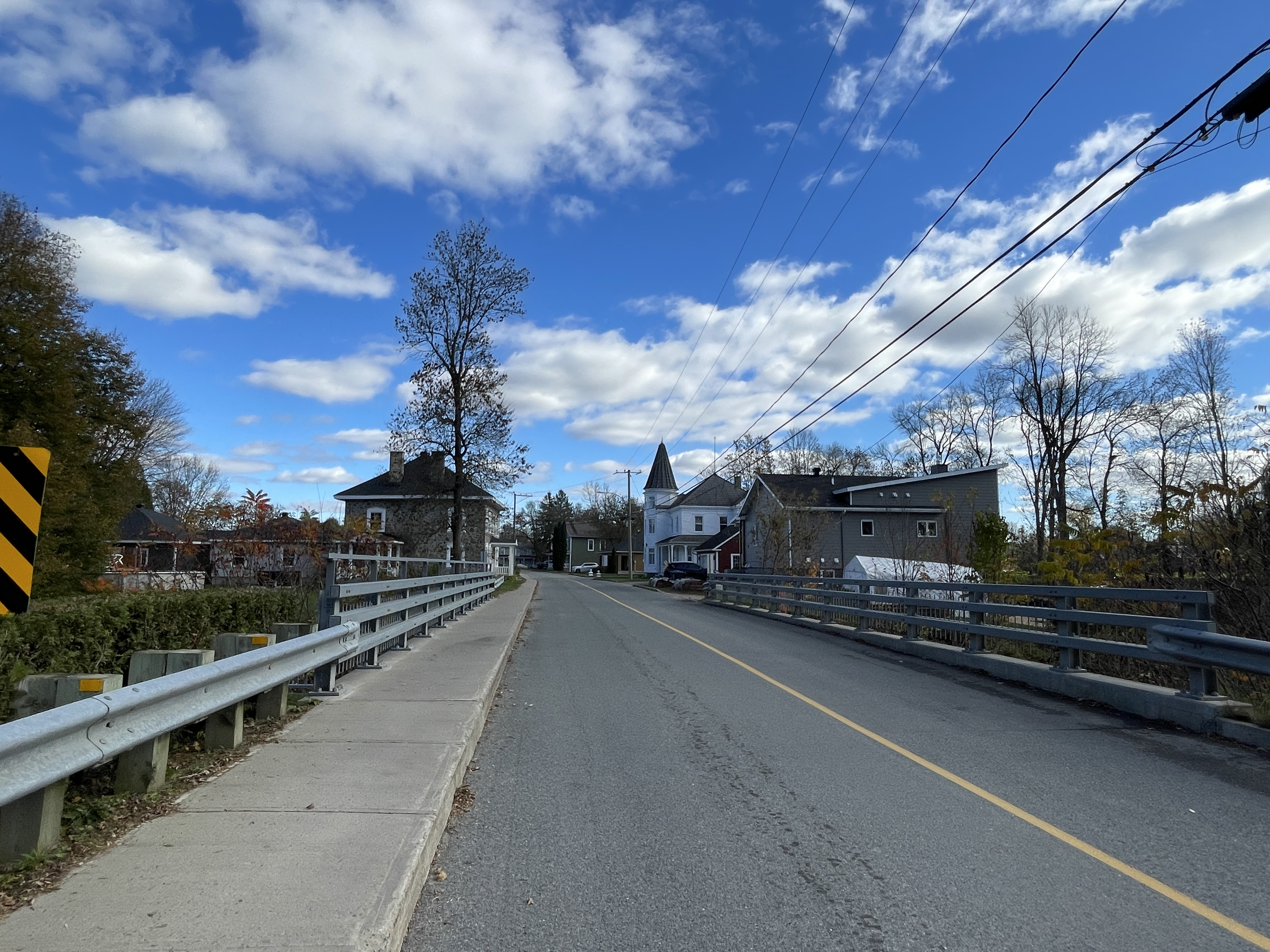
Pont 16746 au-dessus de la Rivière à Veillet, rue Principale.
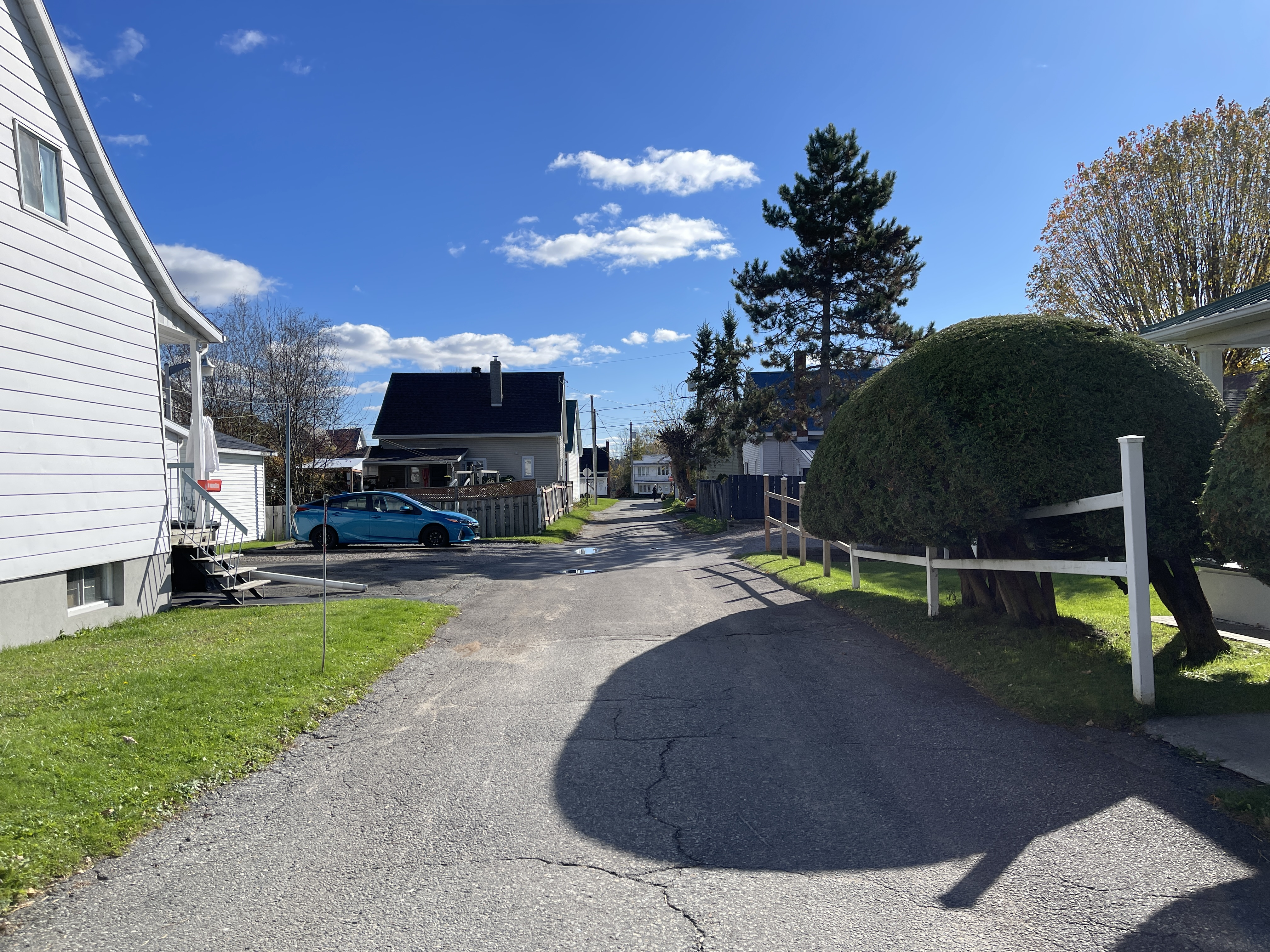
Patrimoine bâti, maisons, rue Sainte-Geneviève.
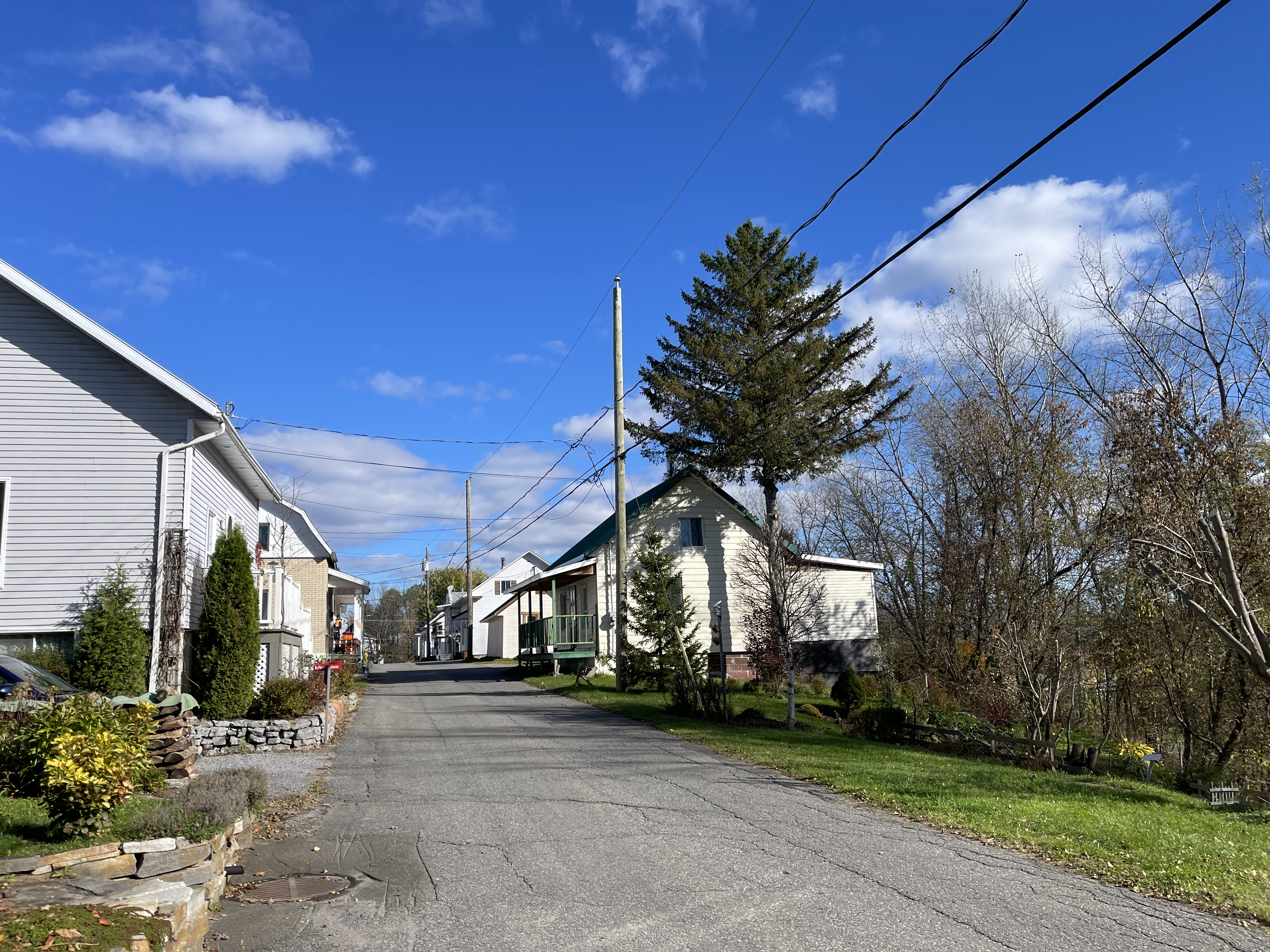
Patrimoine bâti, maisons, rue Saint-Joseph.

Rivière Batiscan
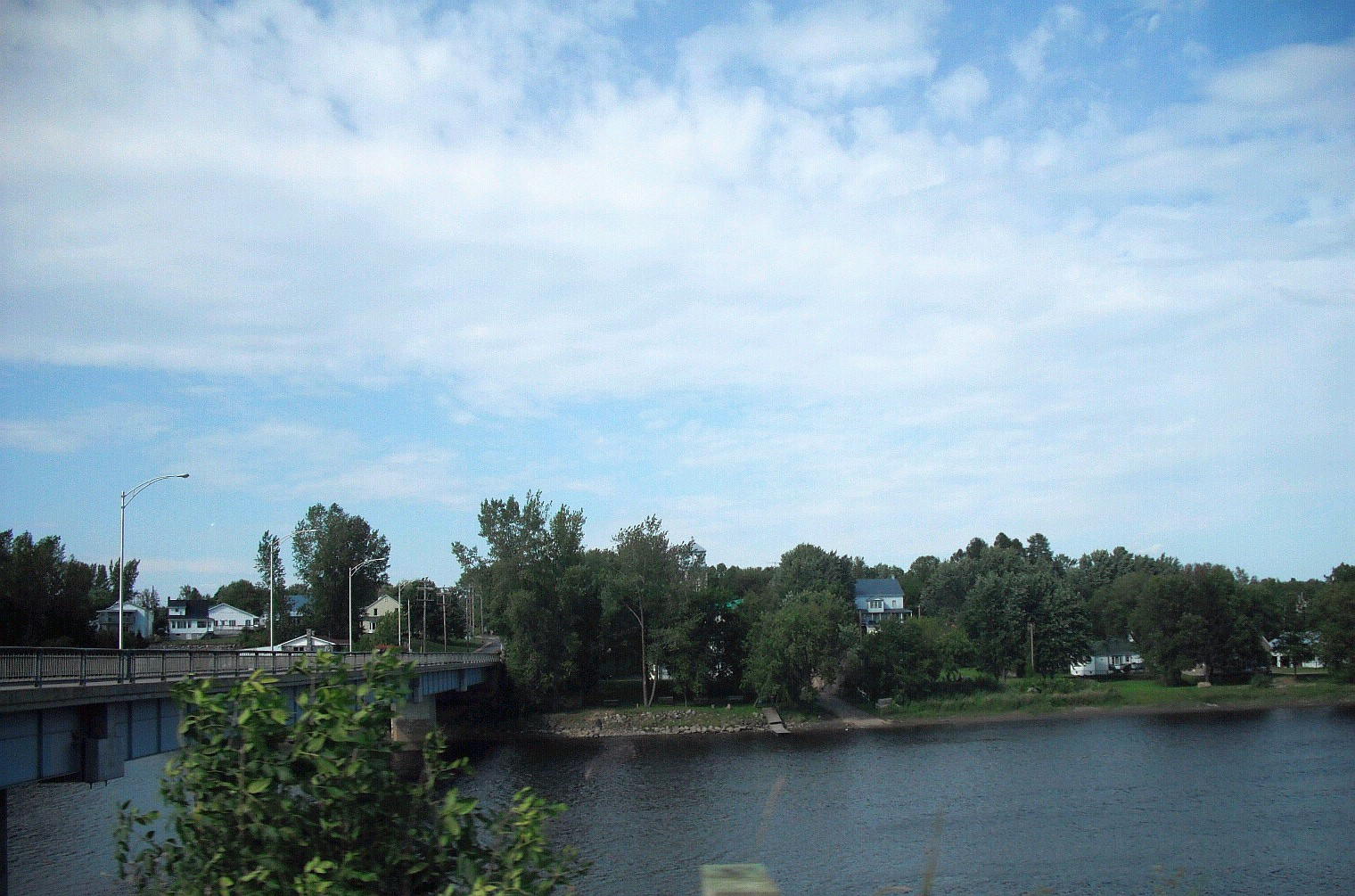
Du rang Sud (route 361)
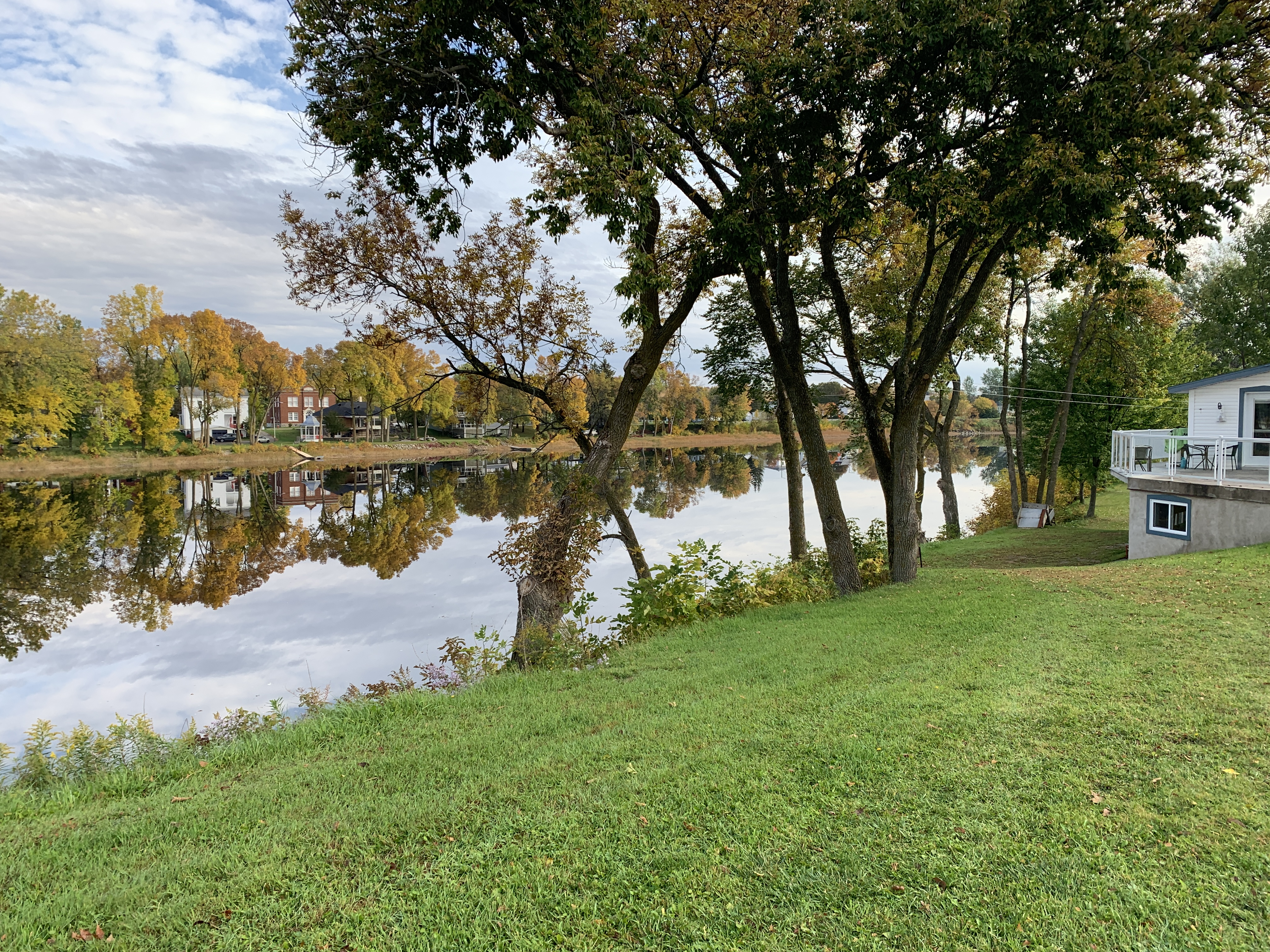
Du rang Sud (route 361)
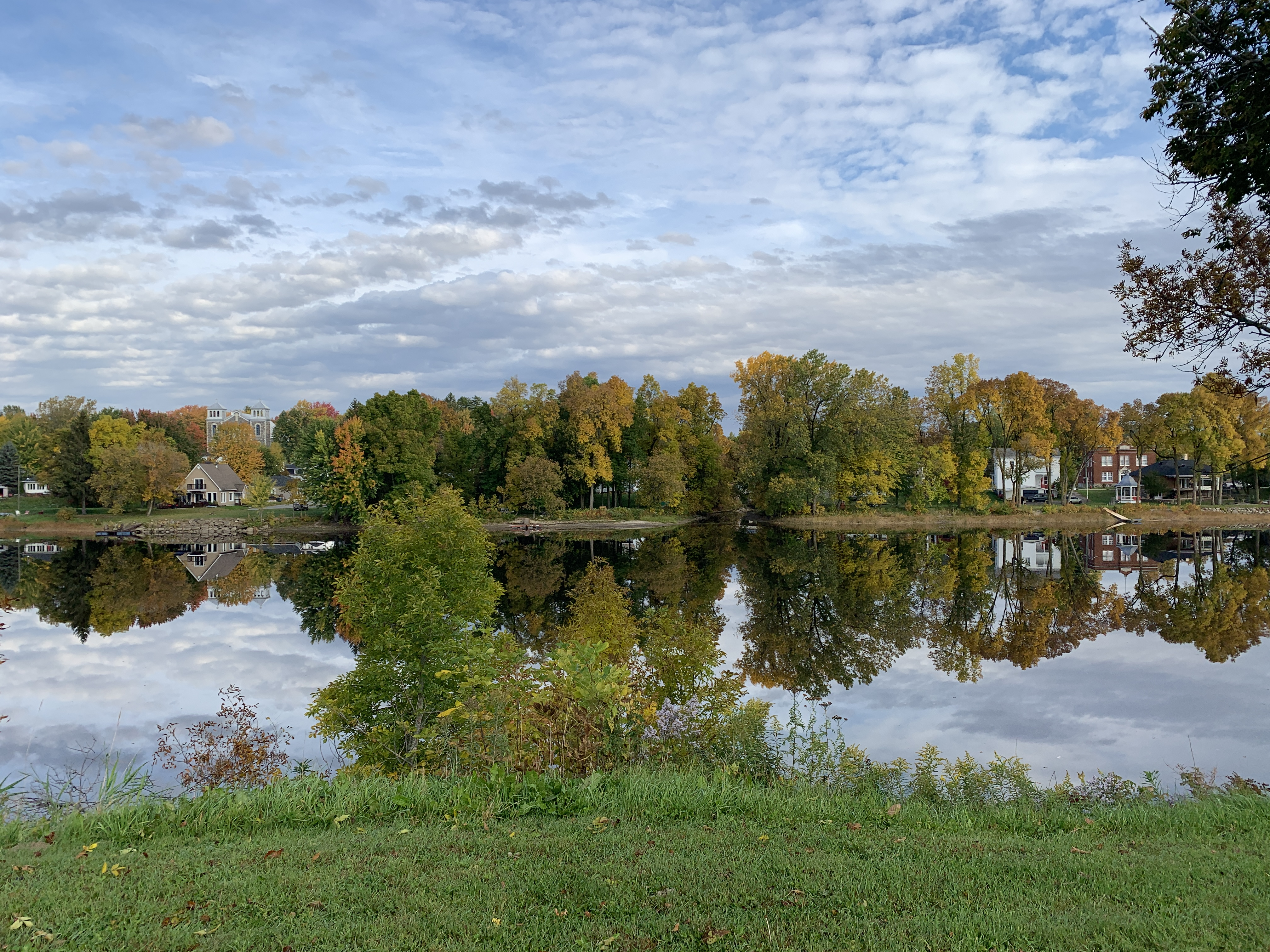
Du rang Sud (route 361)
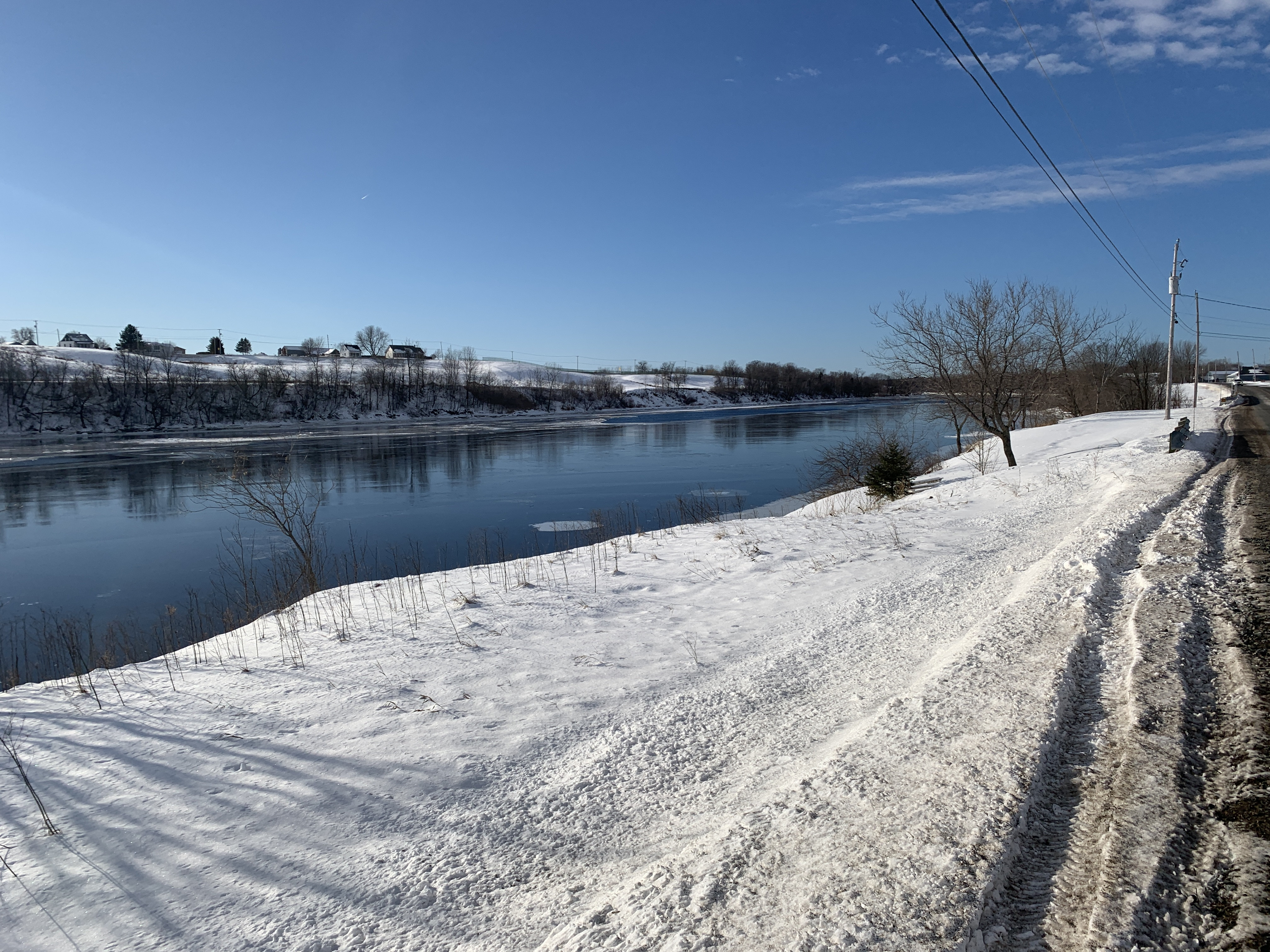
Rang Nord, rivière en eaux libres
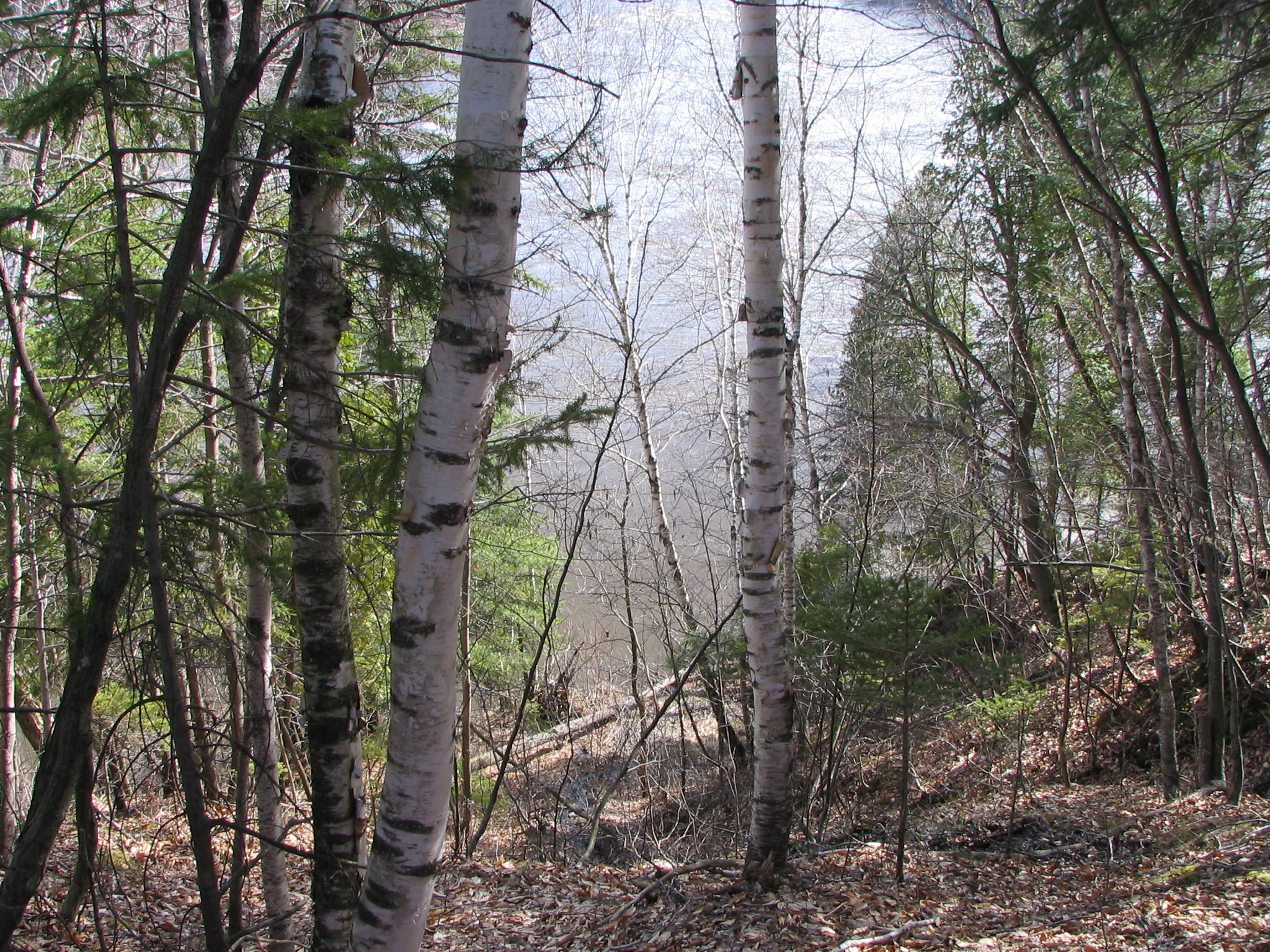
Parc de la rivière Batiscan, secteur Grand-Bassin
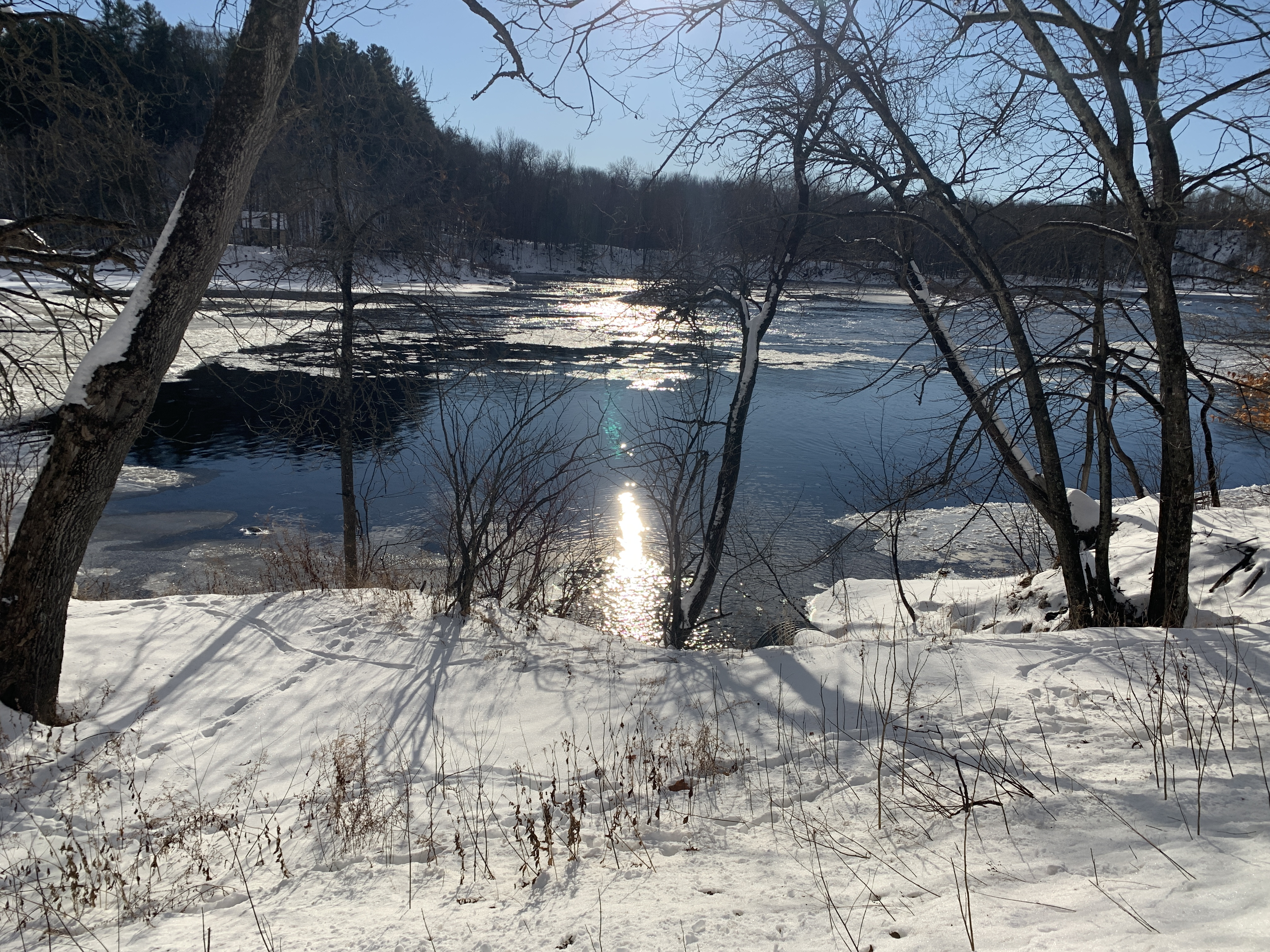
Rang des Forges
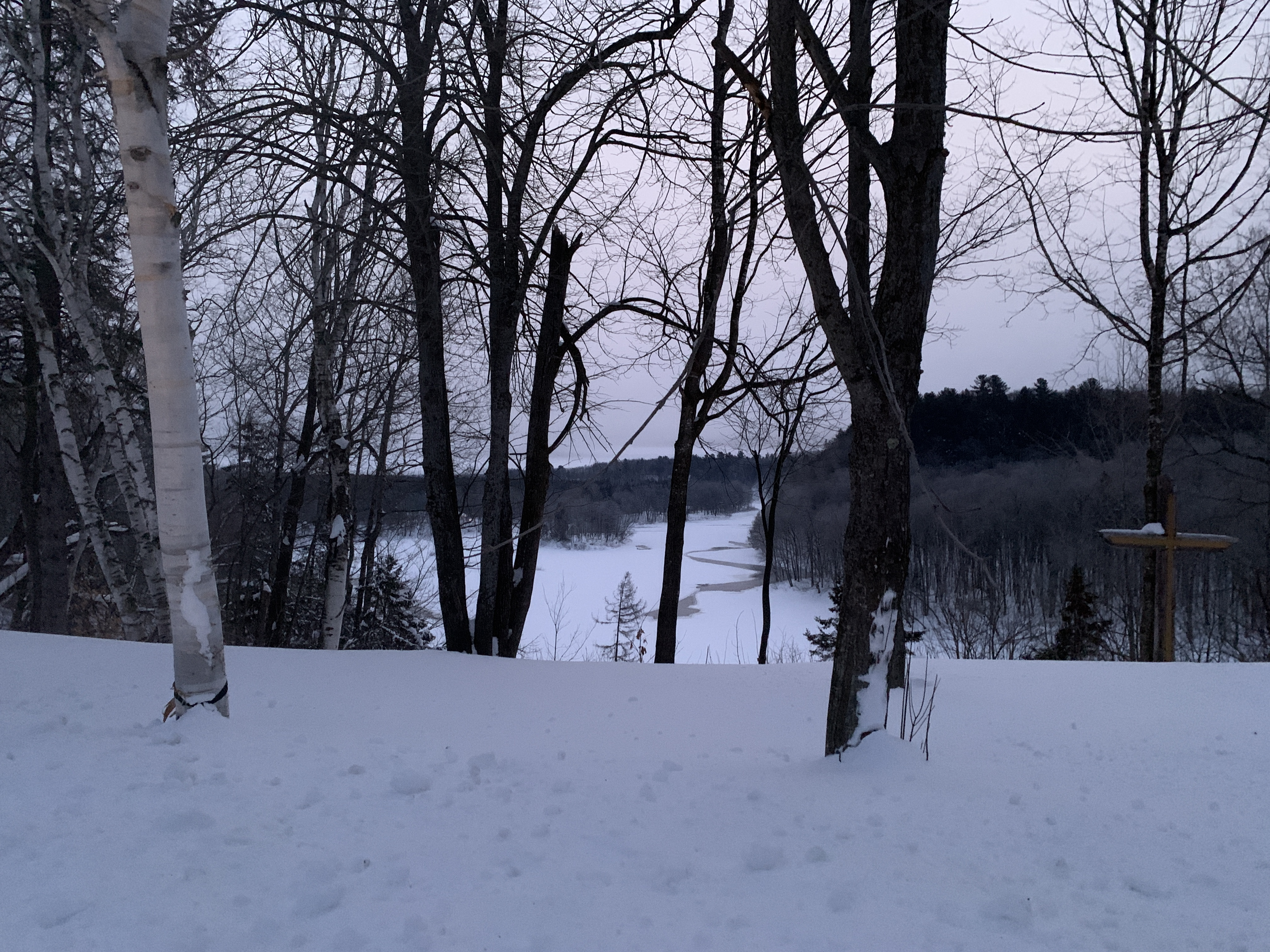
Rang des Forges, filet d'eau libre

### Médiagraphie
- Gouvernement du Québec, « Sainte-Genevieve-de-Batiscan », Répertoire des municipalités, sur Ministère des Affaires municipales et de l'Habitation
- Municipalité de Sainte-Geneviève-de-Batiscan: Site officiel
- Municipalité régionale de comté (MRC) des Chenaux: Site officiel
- Massicotte, Édouard-Zotique, Sainte-Geneviève-de-Batiscan, Trois-Rivières, Éditions du Bien public, 1936, 131 pages (Collection «Pages trifluviennes», série A, no 18) (réimpression en 1983 par la Société historique de Sainte-Geneviève-de-Batiscan) (En ligne : http://www.ourroots.ca/toc.aspx?id=1842&qryID=724adb19-c934-43c9-8d42-57079357a6d8)
- Rivard, Raymond, Sainte-Geneviève-de-Batiscan, 1833-1983, Sherbrooke, Albums souvenirs québécois, 1983, 160 pages